# Arquitectura neoclásica en Portugal

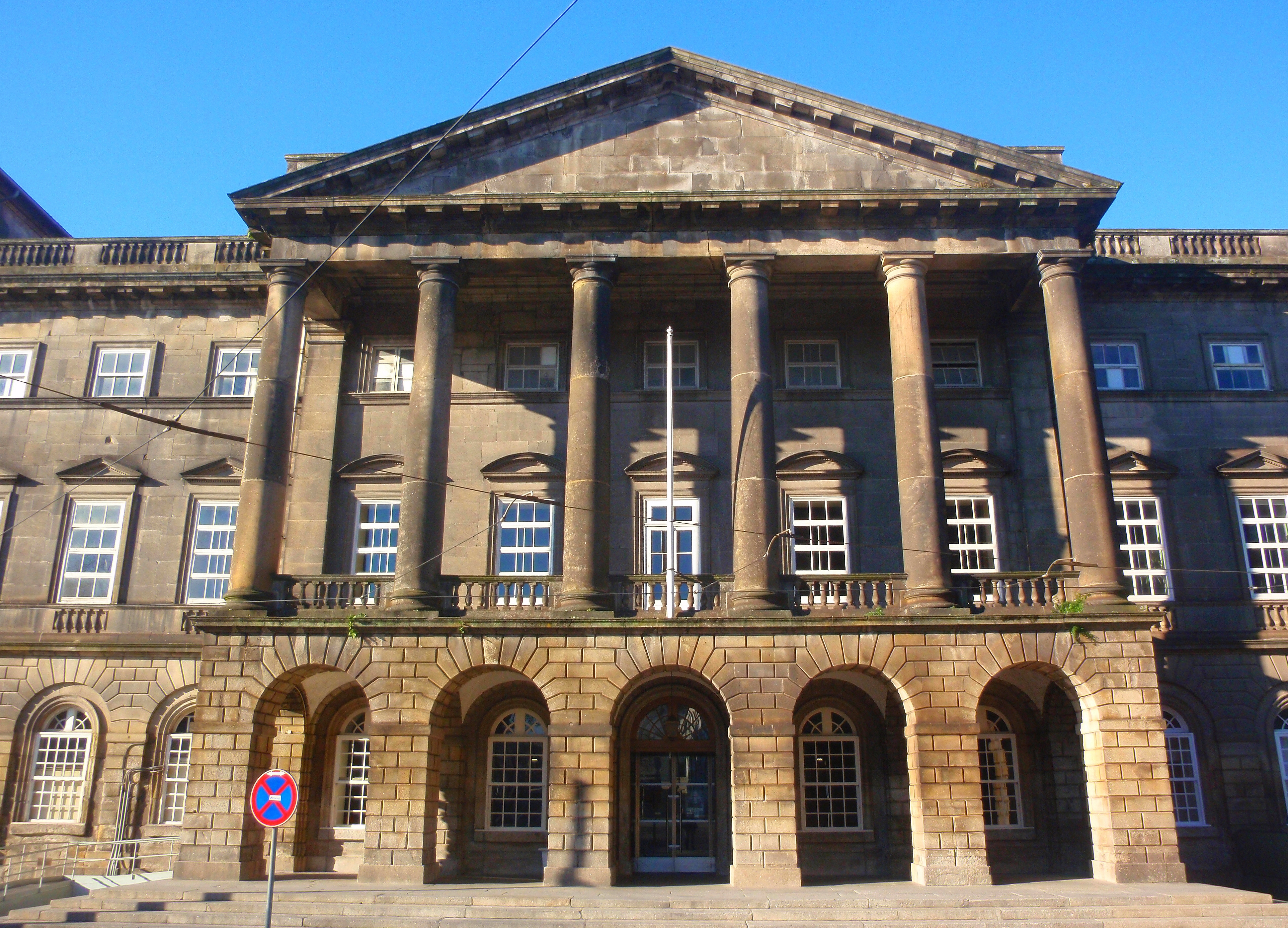
Pórtico central del Hospital de Santo António (1770-1824) en Oporto, obra del inglés de John Carr, una de las promeras realizaciones neoc´lásicas en Portugal

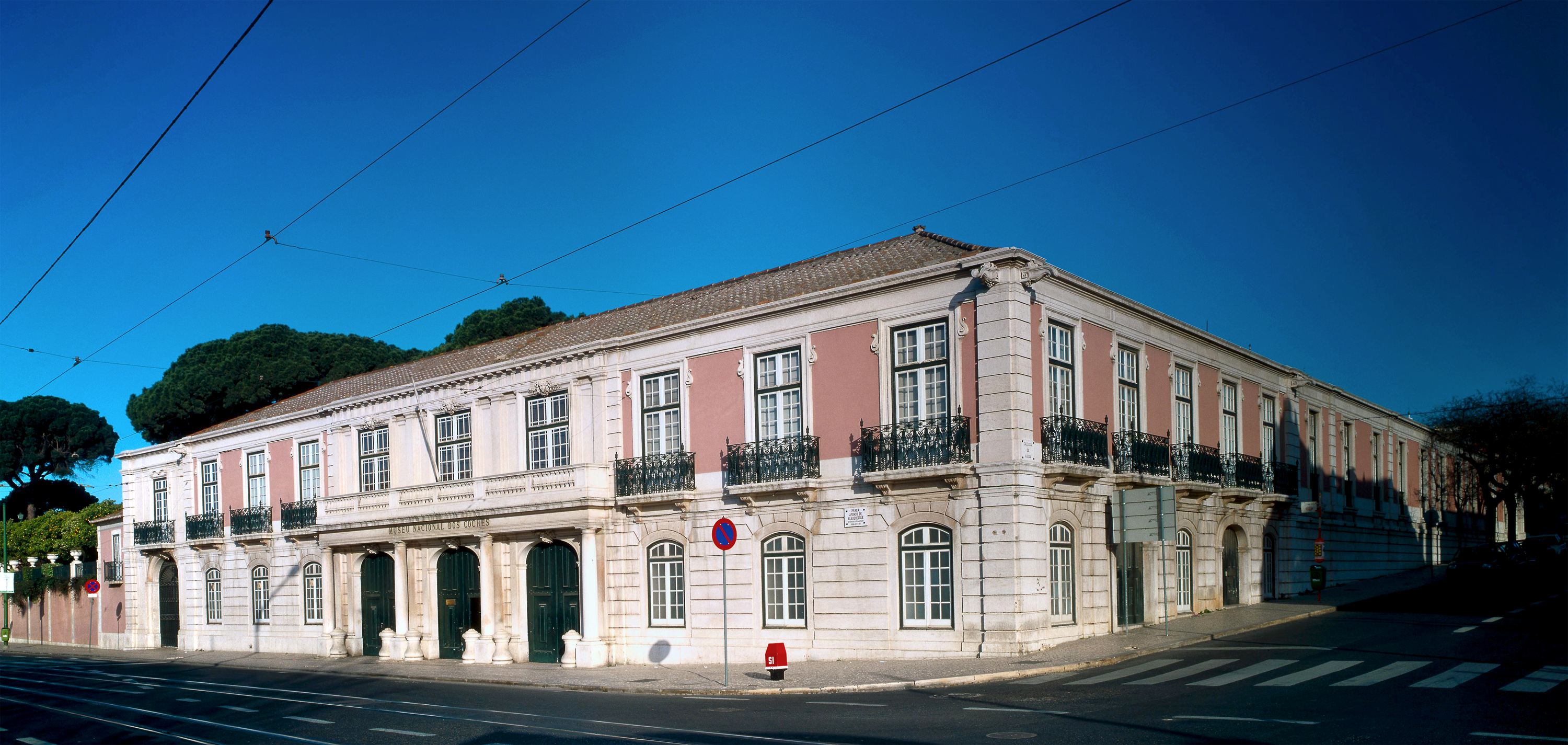
Picadeiro Real en Lisboa (hoy Museo Nacional de Carruajes),obra del italiano Giacomo Azzolini, primera obra neoclásica en la capital

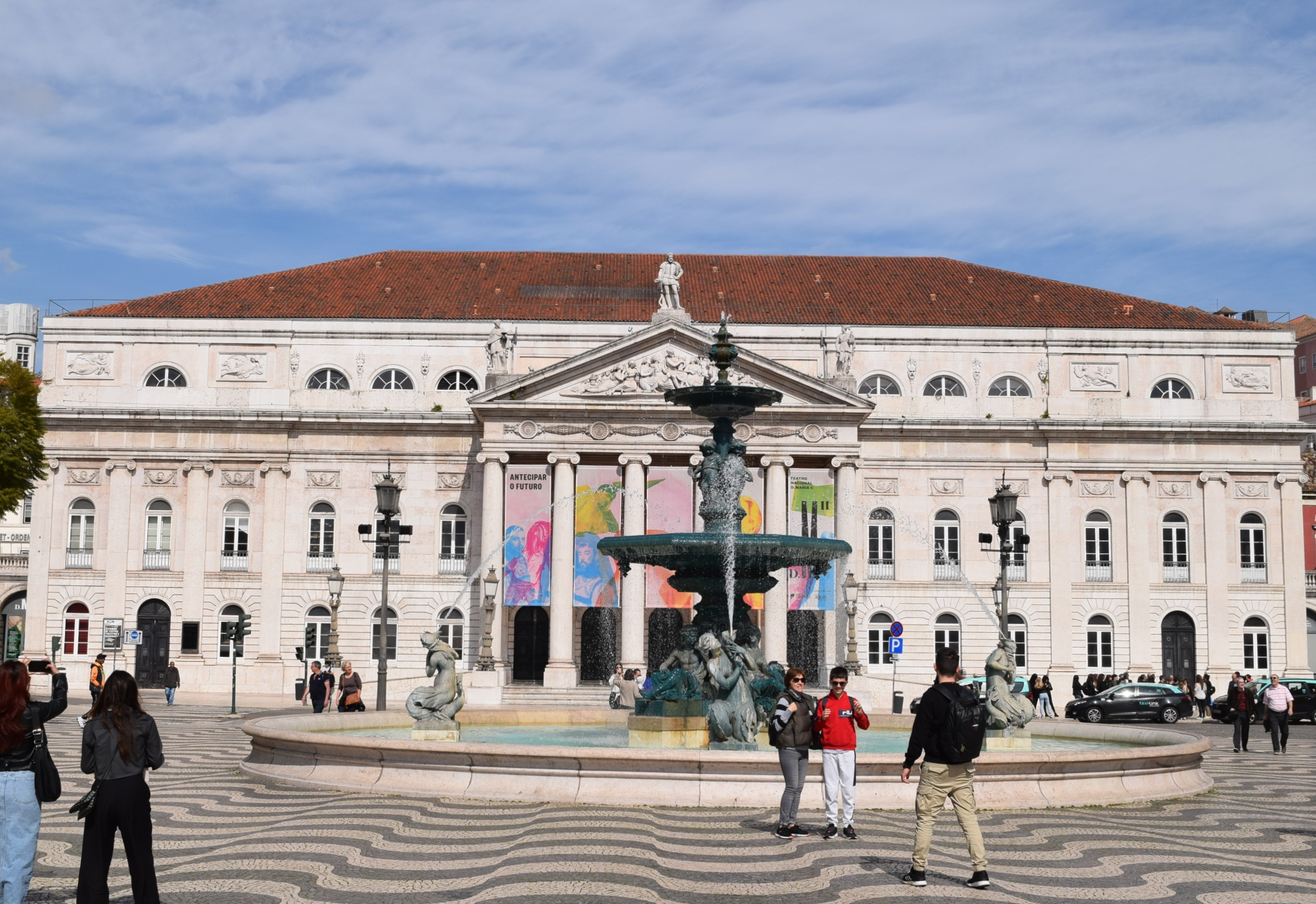
Teatro Nacional D. Maria II (1842-1846) de Lisboa, obra de Fortunato Lodi

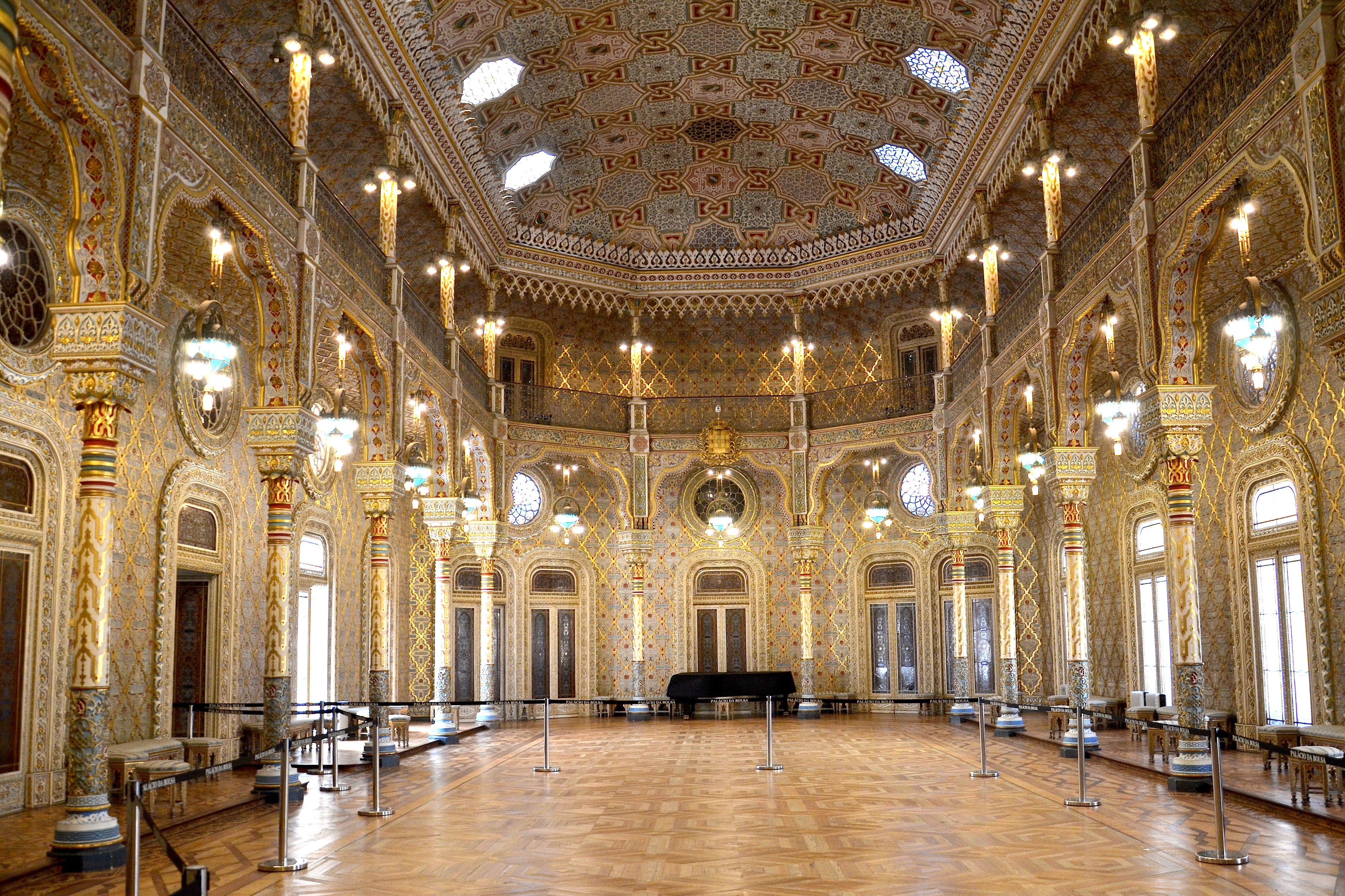
Sala Árabe del palacio del Palacio de la Bolsa de Oporto (1842-1848), una de las mejores estancias neoclásicas del país

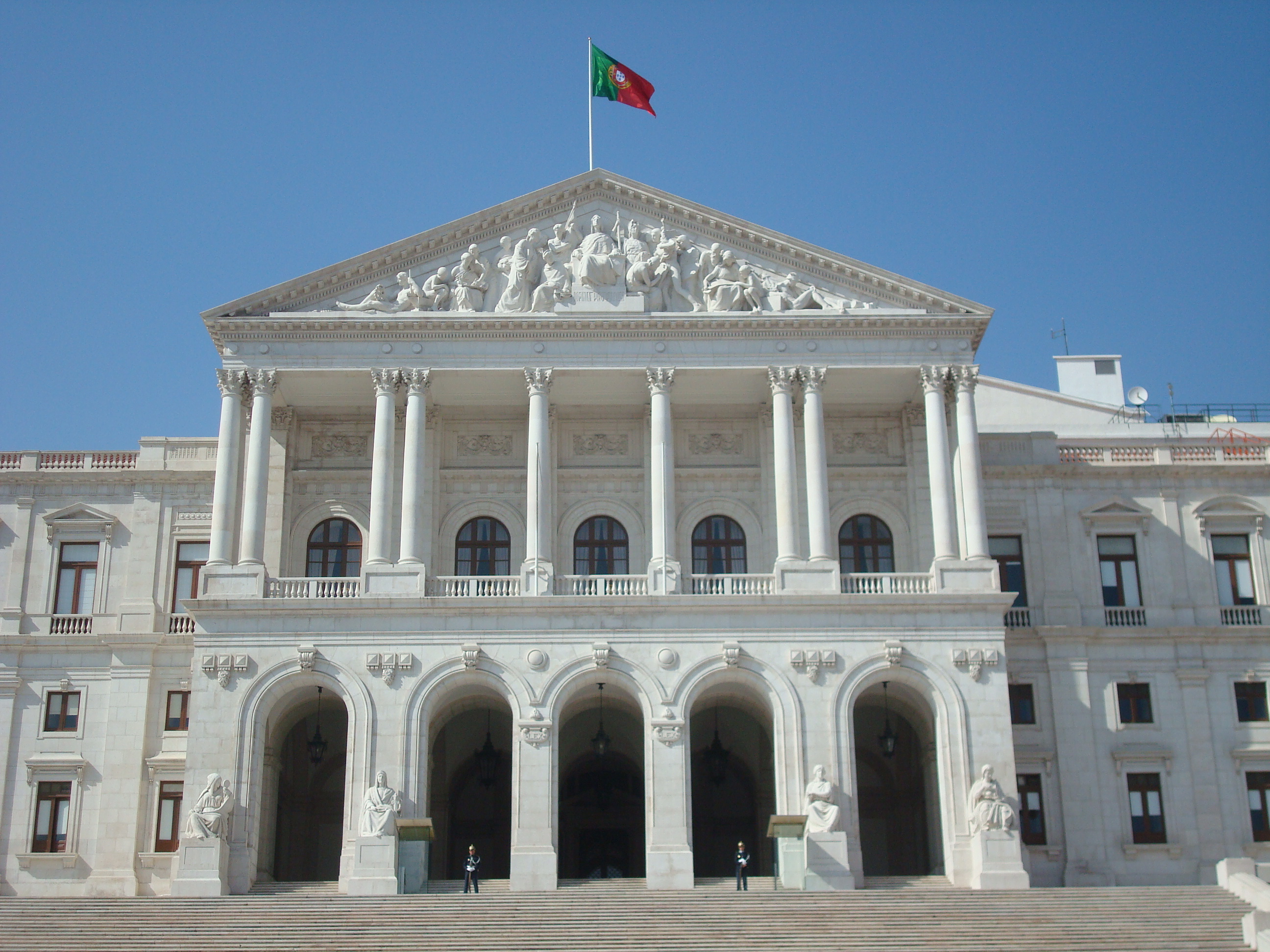
Palácio de São Bento (1896-1903) en Lisboa (hoy Parlamento), obra de Ventura Terra

La arquitectura neoclásica en Portugal, debido a que surgió en una época muy convulsa, se desarrolló siguiendo un camino propio, enfrentando problemas de orden artísticos y económicos que ocasionaron una periodización diferente de la del resto de Europa, donde surgió entre 1750 y 1760. Corresponde al período pombalino cuando Portugal intentaba recuperarse del catastrófico terremoto de 1755 durante el reinado de D. José, inventando la arquitectura pombalina, que condicionó, desde el principio, el desarrollo normal del neoclasicismo en el país. Se asiste muy pronto al desarrollo de la arquitectura preclásica, que se mantuvo hasta finales del siglo XVIII. En el último tercio del siglo surgió el Neoclasicismo, principalmente en Lisboa y Oporto, para, a principios del siglo XIX, casi detenerse el reloj de los programas artísticos. Este hecho se debe a la gran inestabilidad provocada por una sucesión de acontecimientos abrumadores para el país, a saber, la huida de la familia real a Brasil en 1807 (hecho de fundamental importancia para ambos países), las invasiones francesas, el posterior dominio inglés, la revolución liberal en 1820, el regreso de la familia real en 1821, la independencia de Brasil y la pérdida del comercio colonial en 1822. Poco después se produjo la contrarrevolución absolutista, dando lugar a las guerras liberales, que mantuvieron la inestabilidad hasta 1834, impidiendo la normalidad artística. y el desarrollo de la economía hasta casi transcurrido la mitad del siglo. Teniendo en cuenta lo anterior, no sorprende que el estilo se mantuviera, junto al Romanticismo, hasta principios del siglo XX.
En Portugal el estilo comenzó a desarrollarse durante la década de 1770, con la construcción del Picadeiro Real (actual Museu Nacional dos Coches), en Lisboa, y del Hospital de Santo António en Oporto. Aunque a veces se considera que la primera obra construida dentro del nuevo estilo en el país había sido íntegramente importada de Italia, la pequeña y lujosa capilla de São João Batista en la iglesia de São Roque en Lisboa, que había encargada en 1742 por el rey João V a los arquitectos italianos Nicola Salvi y Luigi Vanvitelli. Fue ensamblada en Roma (1742-1747) y desmontada y enviada a Lsiboa en tres barcos, donde se acabó de montar en 1752. En Coimbra también destacan algunas de las obras del ingeniero militar Guilherme Elsden, como el temprano edificio del Museo de la Universidad, construido entre 1773 y 1774.
Un dato muy curioso del neoclasicismo portugués es la clara diferencia entre las dos ciudades principales. Lisboa recibía las influencias italianas debido al gusto dominante en la corte, mientras que la ciudad de Oporto, fruto de la importante comunidad británica, desarrolló edificios con una fuerte influencia inglesa, a veces casi palladiana. Sin embargo, el fuerte carácter funcionalista es una de las características comunes entre los dos polos. Posteriormente, debido a que los estudiantes de arte completaron sus estudios en Roma, el norte se convirtió al clasicismo romano en detrimento del paladianismo. Oporto había abordado varias ampliaciones con regulaciones sobre la ocupación. El estilo neoclásico se aplicó en importantes proyectos llevados a cabo por ingleses residentes en la ciudad, presente en particular en el Hospital de Santo António (1770-1824), diseñado por el arquitecto inglés John Carr (1769), en la definición espacial de la Praça da Ribeira, junto al río Duero (1765), en el edificio de la Feitoria Inglesa (1785-1790), estos dos últimos del cónsul John Whitehead, o en el Palacio de la Bolsa (1842-1848) principal obra de Joaquim da Costa Lime. Uno de los mayores exponentes del neoclasicismo norteño fue el ingeniero Carlos Amarante (1748-1815), autor de varios edificios tardo-barrocos y neoclásicos, como la iglesia de la Trinidad en Oporto (?-1841).

El neoclasicismo en Oporto
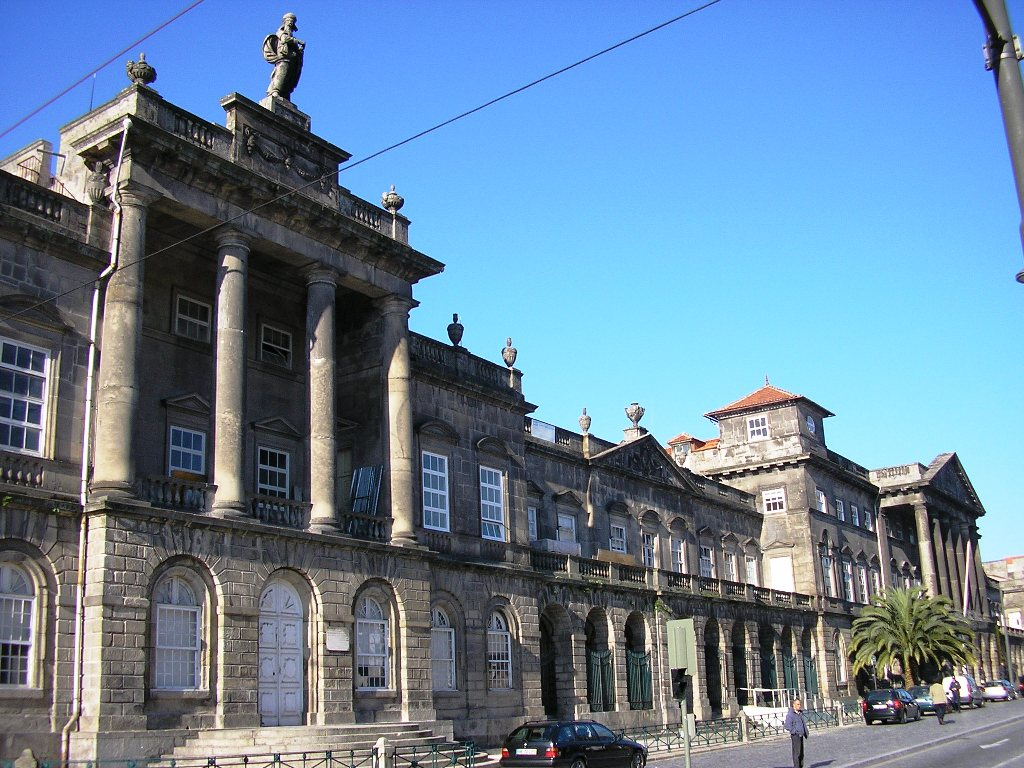
Hospital de Santo António (1770-1824), Oporto
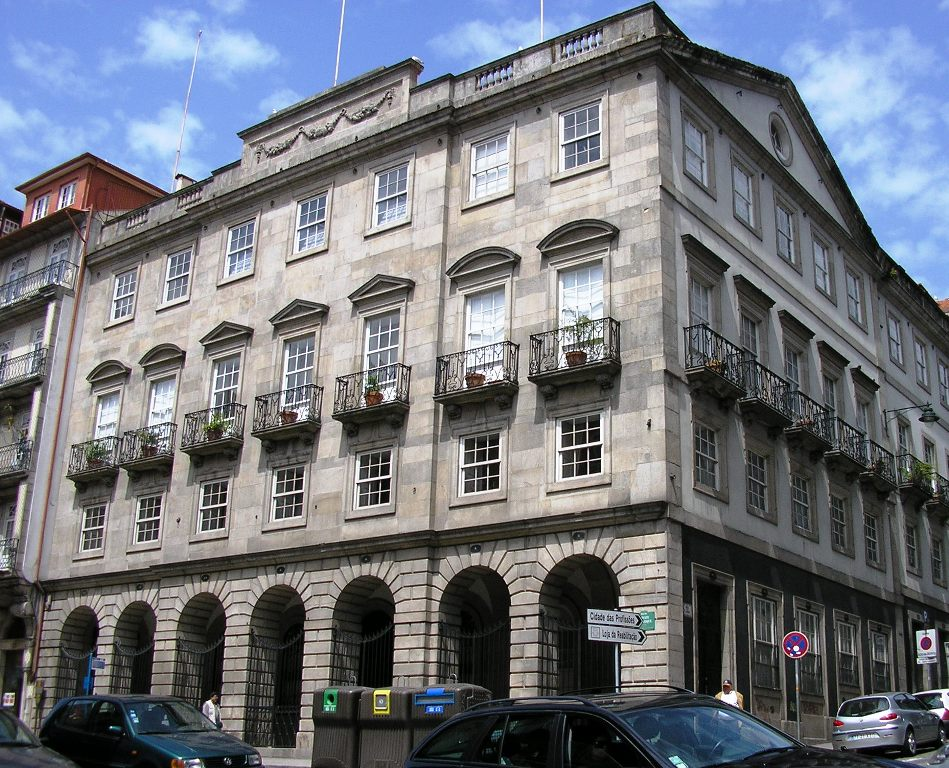
Feitoria Inglesa (1785-1790), Oporto
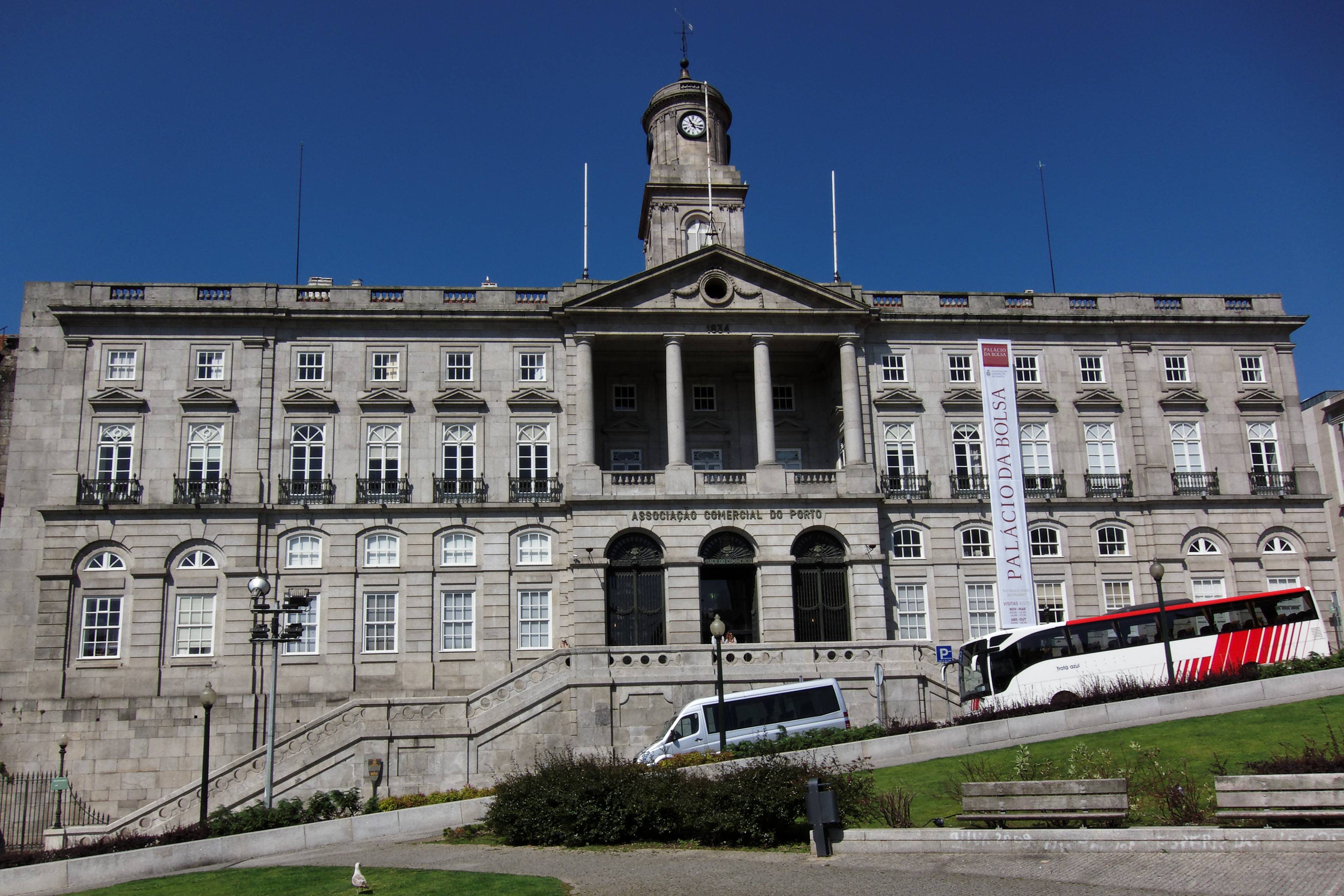
Palacio de la Bolsa de Oporto (1842-1848)
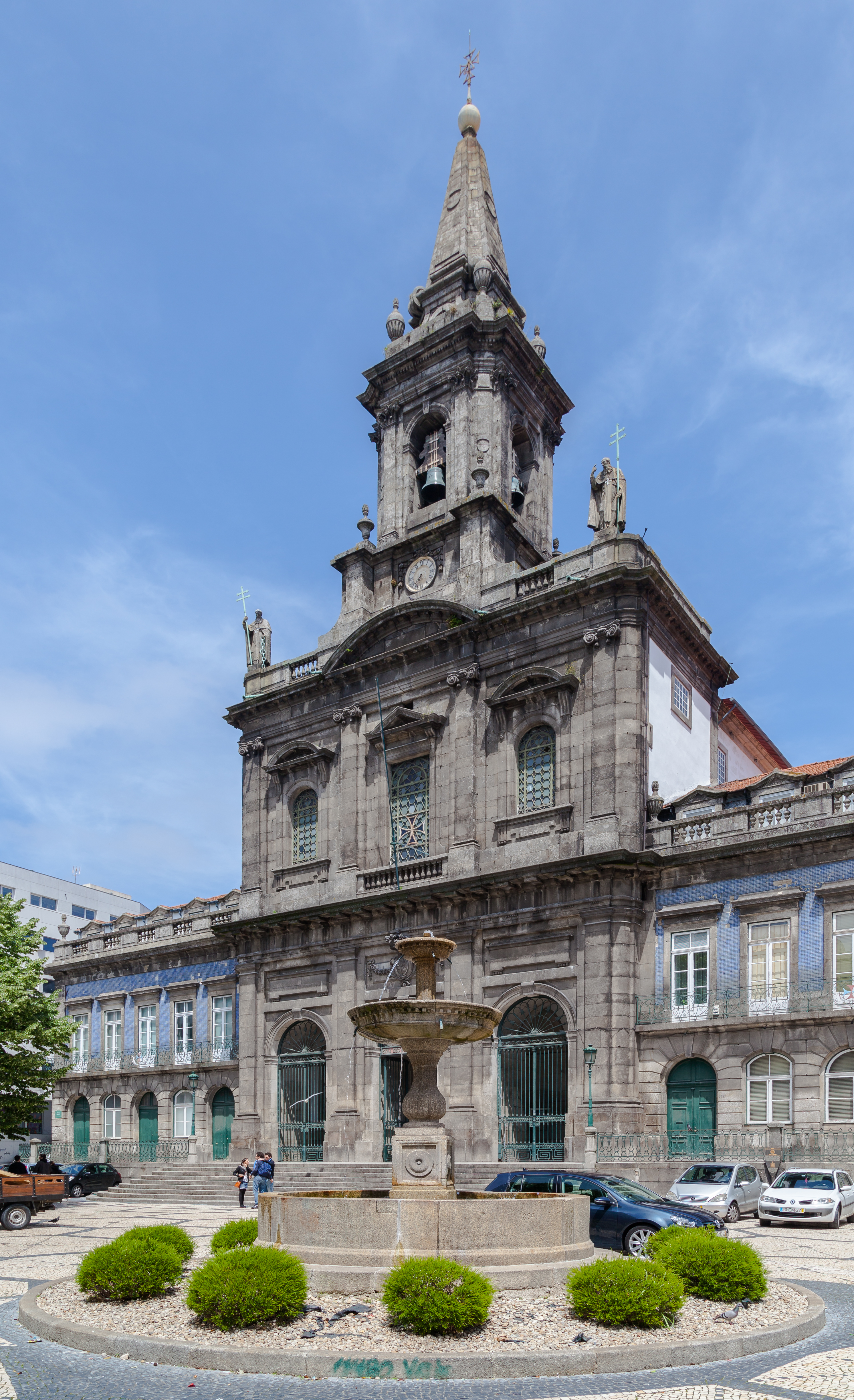
Iglesia de la Trinidad, Oporto

Básicamente se puede considerar que el edificio neoclásico portugués es sencillo, muy funcional, sometiendo todo a un carácter utilitario, con fachadas simétricas articuladas en tres cuerpos, sugiriendo o estando poco avanzado el central, con el usos de pilastras, pocas columnas, balcones o balaustradas, arcadas en la planta baja funcionando como basamento, aparejos (rusticados, con almohadillado o no), balaustres, con escasa o ninguna decoración escultórica, de esencia arquitectónica (quizás consecuencia de tiempos difíciles, pero también, sin duda, como reflejo de la sencillez muy práctica pombalina). Sin embargo, esta afirmación es demasiado reduccionista porque al estudiar los edificios individualmente aparecen  gran diversidad de soluciones. 
Los ejemplos son numerosos,desde edificios más sencillos pero muy llamativos, como la Feitoria Inglesa (1785-1790) de Oporto o los baños de São Paulo en Lisboa, hasta obras importantes como el Teatro Nacional de São Carlos, el Teatro Nacional D. Maria II, el Palacio Nacional de Ajuda y el Palácio de São Bento (hoy Asamblea de la República), en Lisboa, o el Hospital de Santo António y Palacio de la Bolsa (1842-1848) en Oporto. También hay diversos ejemplos, como iglesias, palacios o edificios públicos repartidos por todo el país.
José da Costa e Silva (1714-1819), formado en Bolonia, representaría el apogeo nacional de este estilo. Diseñó, entre muchos otros edificios, el Teatro Nacional de São Carlos (1792-1793) y el Palacio Nacional de Ajuda (1795-1861) (éste junto con el italiano Francisco Xavier Fabri), que nunca llegó a acabarse.

El neoclasicismo en Portugal
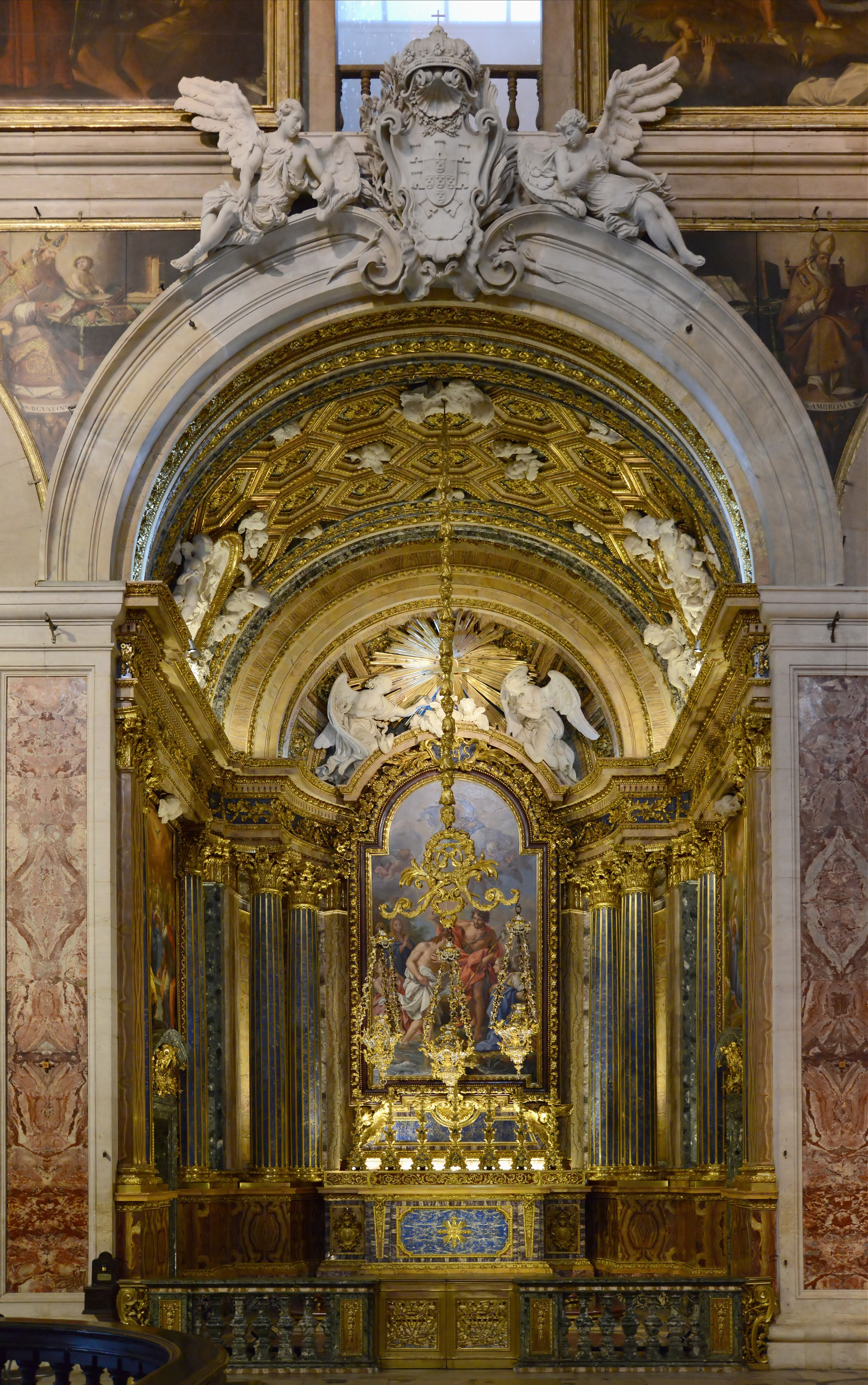
Vista de la capilla de São João Batista
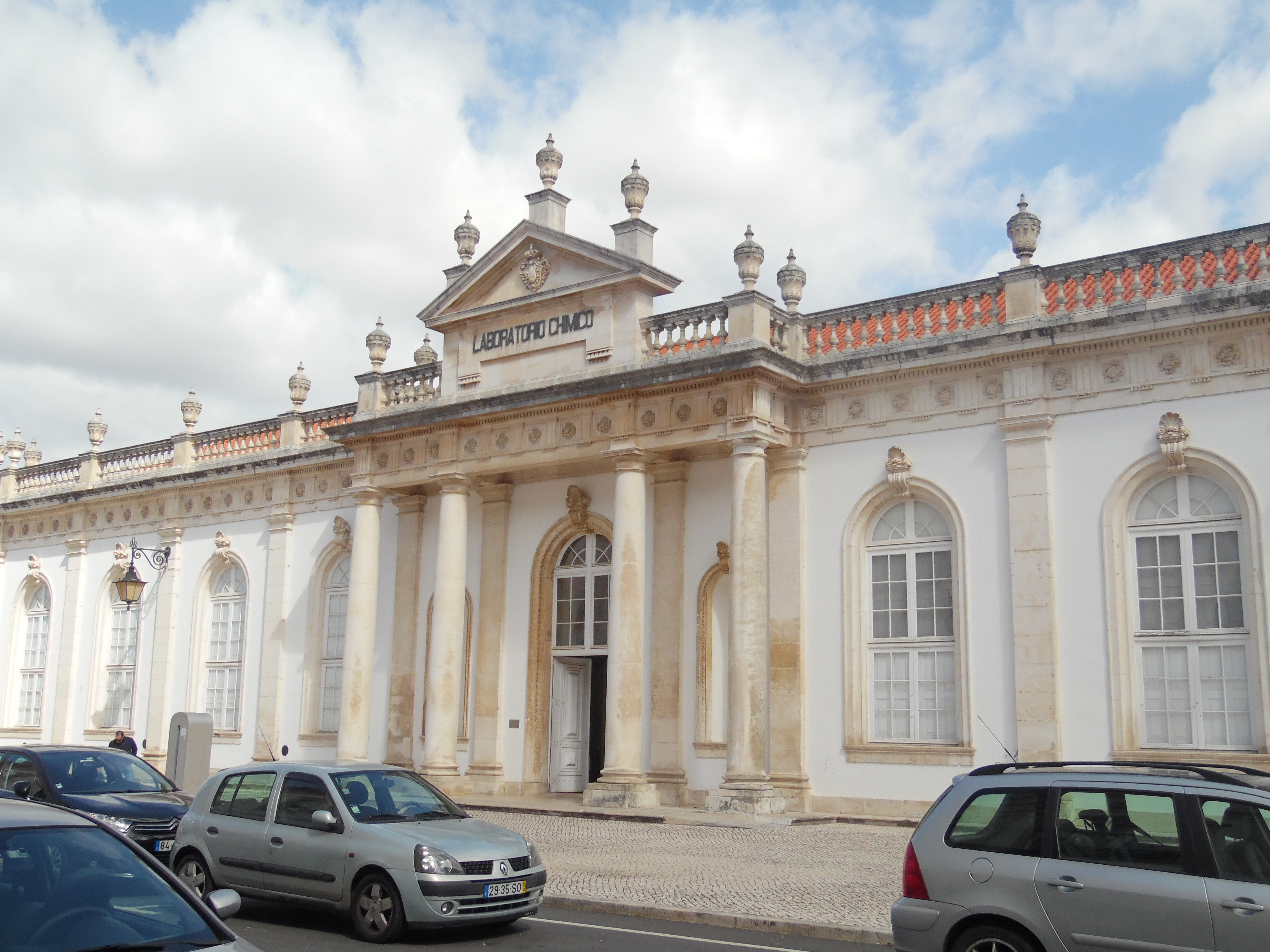
Museo de la Universidad (1773-1774), Coimbra
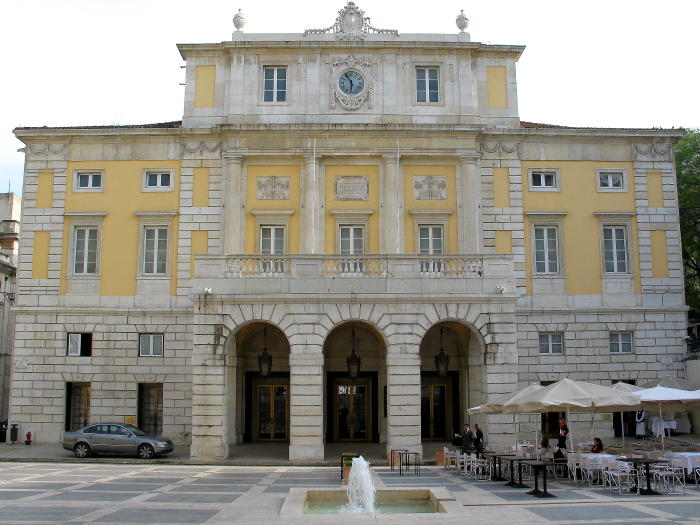
Teatro Nacional de São Carlos (1792-1793), en Lisboa
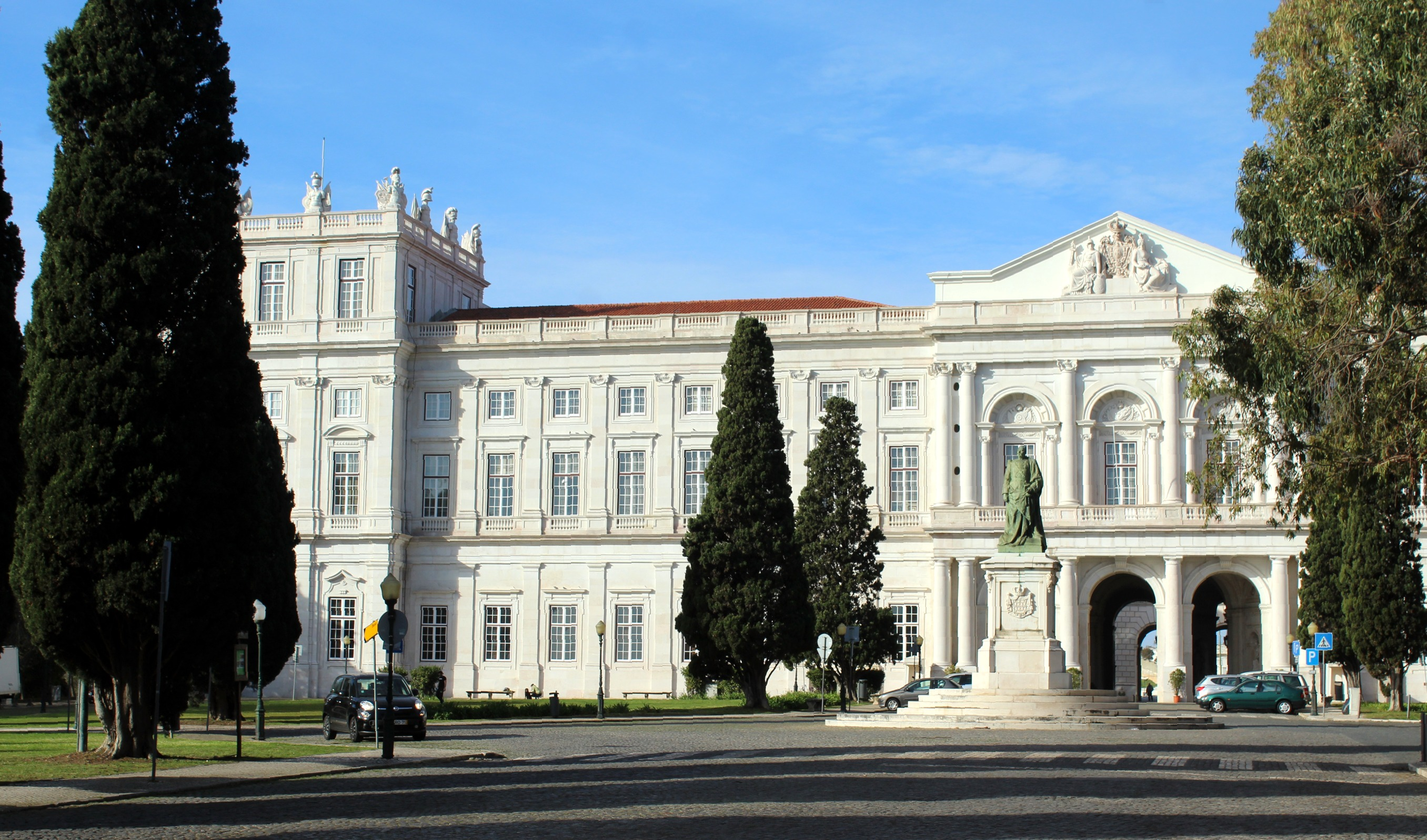
Palacio Nacional de Ajuda (1795-1861), el nuevo palacio real en Lisboa
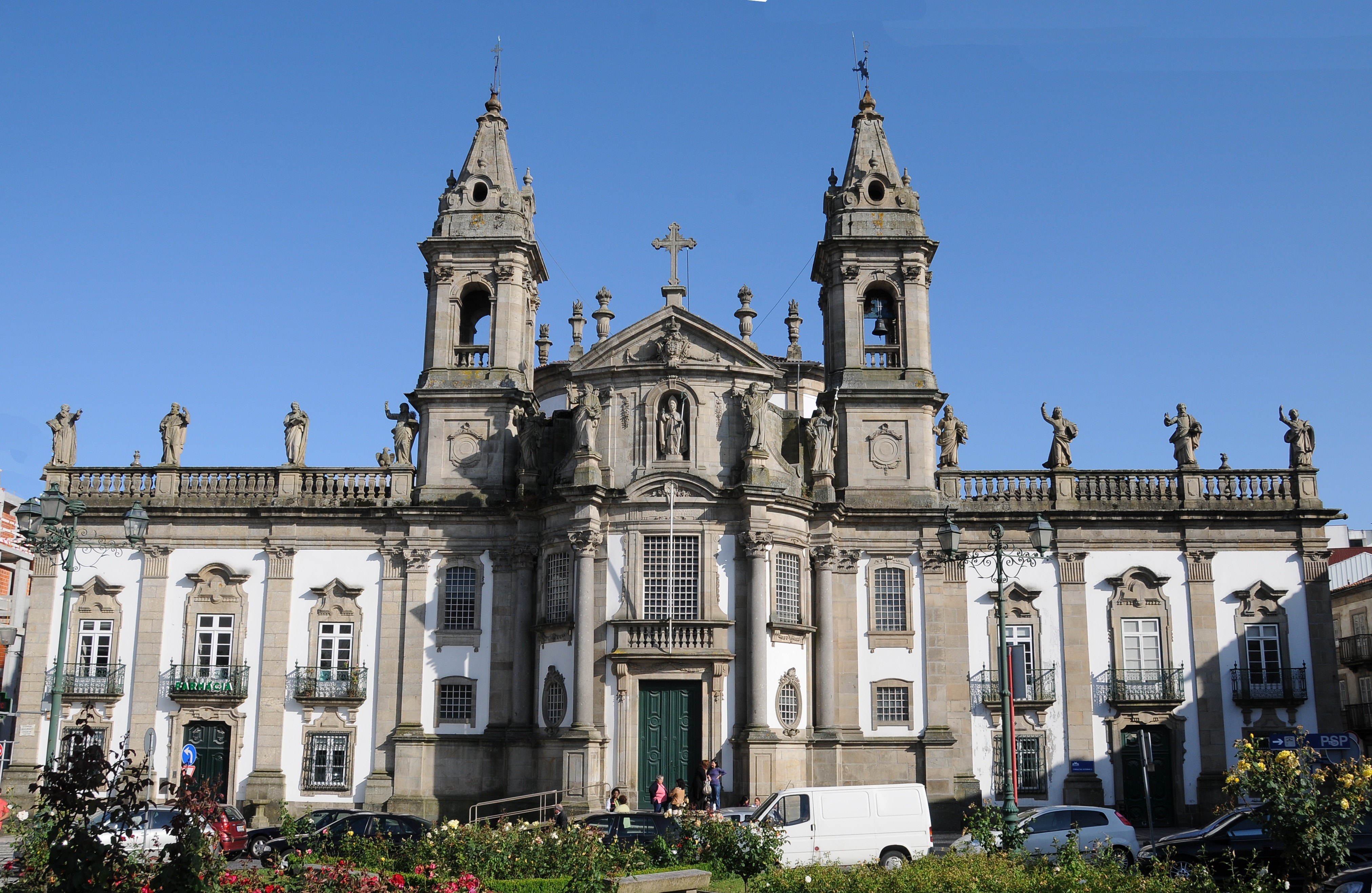
Iglesia de Santa Cruz del Hospital de São Marcos en Braga

## Antecedentes
La arquitectura pombalina fue un sistema de construcción prefabricado antisísmico, el primero utilizado a gran escala, que sirvió para reconstruir la devastada ciudad de Lisboa. Muy moderno para la época, siguió a la arquitectura rococó, eliminando toda decoración e imponiendo una sobriedad de clara influencia clásica. Mientras en Europa los edificios iban perdiendo decoración, hasta que se empezaron a imponer los modelos clásicos, en Portugal se va desarrollando una arquitectura elegantemente sobria, aún sin órdenes arquitectónicos clásicos, pero ya con una racionalidad preclásica, sometiendo todo a la funcionalidad, haciendo de una corte real con una fortísima tradición del barroco e incluso del rococó. El edificio es tan sencillo y moderno, para la época, que en realidad no se sentía realmente la necesidad de imponer un auténtico neoclasicismo como en el norte de Europa. El principal ejemplo es quizás la Igreja dos Mártires, en el centro de Lisboa, todavía con decoración rococó en puertas y ventanas, pero con un esquema clásico visible en las pilastras y el frontón triangular que dominan los tres cuerpos simulados. Lamentablemente, la historiografía del arte nunca le dio mucha importancia a este hecho, reduciéndolo a una variante del gusto dominante, ni se dio cuenta de la importancia de esta arquitectura, porque se limitó a querer ver el rococó francés o el neoclasicismo con influencia griega y romana, en un programa constructivo de gran escala, refrescante y demasiado moderno para su época, que estaba más allá de su tiempo. Por ello este acercamiento entre pombalino y neoclasicismo será, por decir lo mínimo, controvertido y, ciertamente, muy discutido en círculos académicos demasiado ocupados en devaluar la creatividad nacional para percibir lo que era evidente. Es, sin duda, fruto de la Ilustración, porque elimina todo lo superfluo, sometiendo la construcción a la razón, pero también consecuencia de la necesidad de renovación experimentada en el continente europeo. Posteriormente, con la reconstrucción de la ciudad ya muy avanzada, el neoclasicismo entró por dos vías distintas: Lisboa y Oporto.

## Neoclasicismo

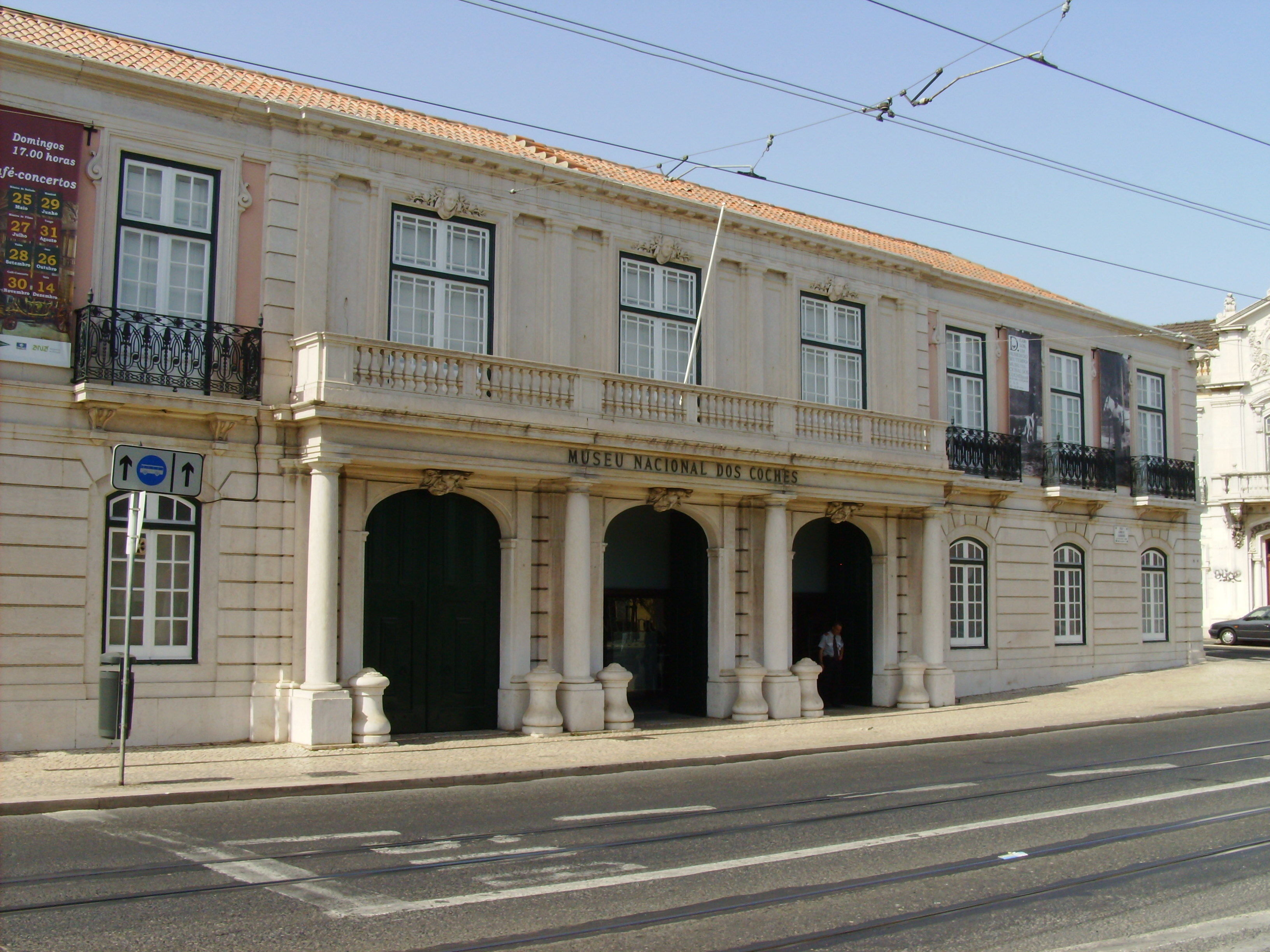
Entrada principal del Museo Nacional del Carro de Lisboa Museu Nacional dos Coches em Lisboa

Un dato muy curioso es la clara diferencia entre ambas ciudades. Lisboa recibe influencias italianas debido al gusto dominante en la corte, mientras que la ciudad de Oporto, a raíz de la importante comunidad británica presente en la ciudad, desarrolla edificios con una fuerte influencia inglesa, a veces casi neopalladiana como el Hospital de Santo António. Sin embargo, el fuerte carácter funcionalista es una de las características comunes entre los dos polos. Posteriormente, debido a que los estudiantes de arte completaban sus estudios en Roma, el norte se convirtió al clasicismo romano a expensas del paladianismo.
En definitiva, se puede considerar que el edificio neoclásico portugués es sencillo, muy funcional, sometiendo todo a un carácter utilitario, simétrico, normalmente formado por tres cuerpos, siendo el central sugerido o poco avanzado, ornamentado con pilastras, pocas columnas, verandas o balcones, arcada en planta baja funcionando como basamento, aparejos (rusticados o no), balaustres, con escasa o nula decoración escultórica, que es esencialmente arquitectónica (quizás consecuencia de tiempos difíciles, pero también, sin duda, como reflejo de la sencillez muy práctica pombalina). Sin embargo, esta afirmación es demasiado reduccionista porque al estudiar los edificios individualmente aparecen una gran diversidad de soluciones. Los ejemplos son numerosos, desde edificios más sencillos pero muy llamativos, como la Feitoria Inglesa (1785-1790) de Oporto o los baños de São Paulo en Lisboa, hasta obras importantes como el Teatro Nacional de São Carlos, el Teatro Nacional D. Maria II, el Palacio Nacional de Ajuda y el Palácio de São Bento (hoy Asamblea de la República), en Lisboa, o el Hospital de Santo António y Palacio de la Bolsa (1842-1848) en Oporto. También hay diversos ejemplos, como iglesias, palacios o edificios públicos repartidos por todo el país.

## Neoclasicismo en Oporto

### Antigua Cadeia da Relação (1765-1796)

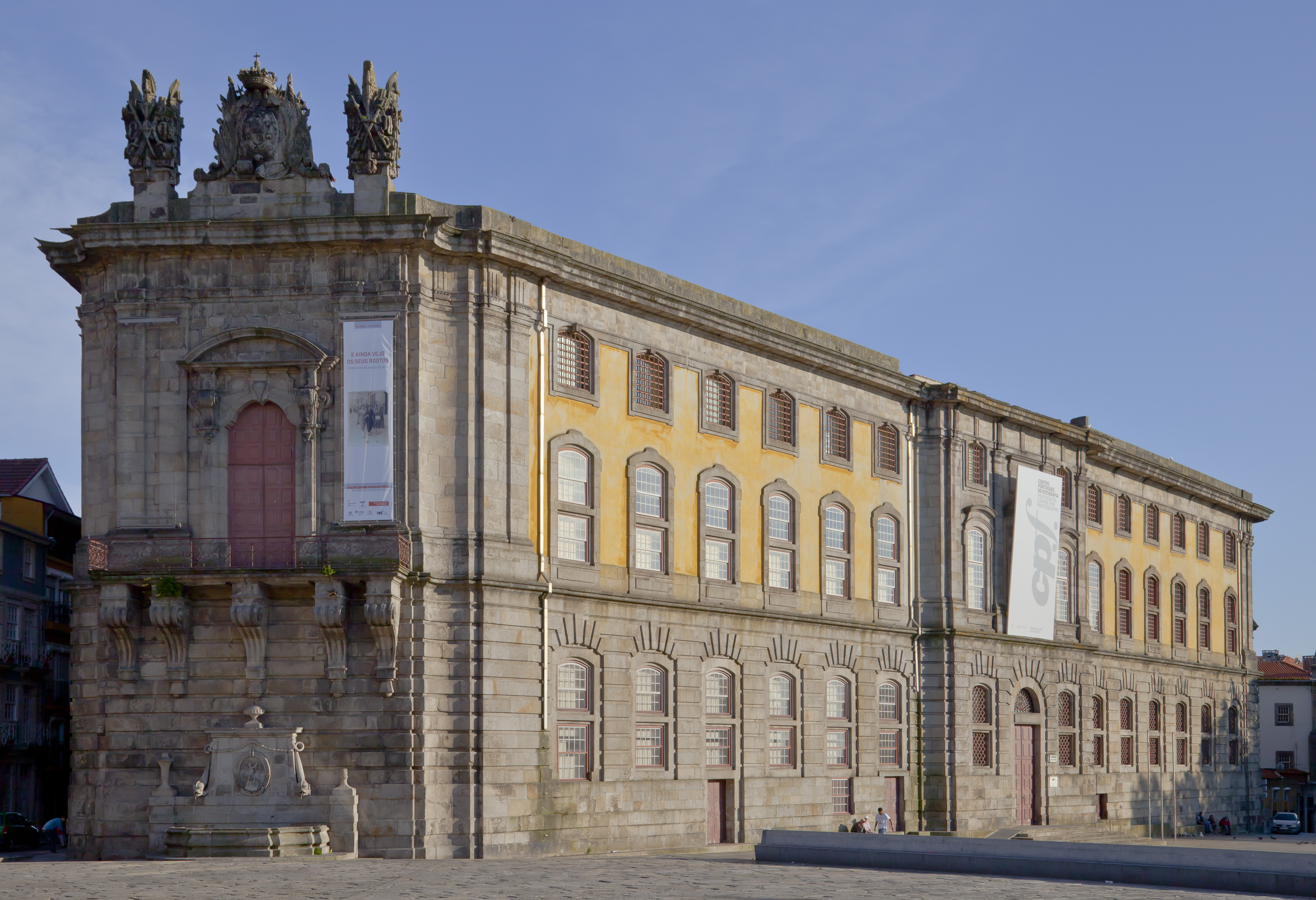
Antigua Cadeia da Relação (hoy Centro Portugués de Fotografía)

El edificio de la Antigua Cadeia da Relação —cárcel o prisión del Tribunal de Relação—, donde actualmente se ubica el Centro Portugués de Fotografía, en Oporto es un edificio de transición, estilísticamente entre el rococó, el pombalino y el neoclasicismo, sin pertenecer verdaderamente a ninguno de los tres estilos. Fue comenzado en 1765, por iniciativa del regidor de la Justicias y gobernador de las Armas del Oporto, João de Almada e Melo, según una planta elaborada a tal efecto por el ingeniero y arquitecto Eugénio dos Santos, que fue uno de los artífices de la reconstrucción de la Lisboa pombalina. Sin embargo, las obras fueron continuadas por el oficial de ingenieros Francisco Pino de la Cuña, tras la muerte de Eugenio dos Santos, concluyéndose en 1796. Se trata de un edificio sobrio, con ula fachada principal articulada en tres cuerpos, estando el central ligeramente adelantado. En la planta baja hay aparejos que sugieren un basamento; las ventanas, de estilo pombalino en el primer piso, balcones en el cuerpo central con puertas cercanas al rococó y esquinas cóncavas. La fachada lateral presenta un balcón soportado por ménsulas, con la puerta rematada por un sencillo frontón curvo, y pilastras rematadas por un friso compuesto por triglifos y metopas. La fachada que en ese momento daba a la ciudad tiene un frontón triangular, mientras que la fachada que da en dirección opuesta, en ese momento era solo campo, no tiene tal elemento arquitectónico. Hoy el edificio parece extraño porque posteriormente se abrió una plaza en el terreno baldío, convirtiendo el lado sin frontón en la parte principal del edificio. El conjunto es elegante y sobrio.

### Hospital de Santo António

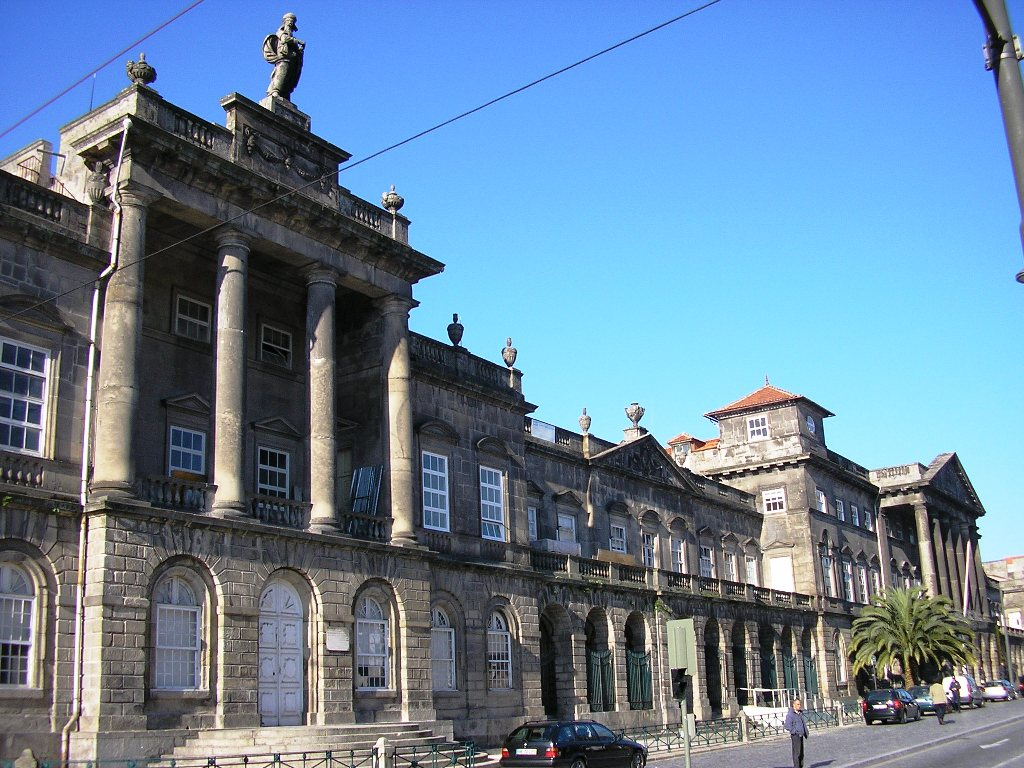
Hospital Santo António

El Hospital de Santo António en Oporto, de John Carr fue construido para ser el hospital de la Misericordia, en unos terreno baldíos fuera de la ciudad. Es el más palladiano de los edificios portugueses. Se desarrolla en varias plantas, de forma sobria, sencilla y simétrica, pero con volúmenes bien definidos que animan la superficie. Dispone en planta baja de arcada y aparejos, formando un basamento. Tiene un cuerpo central con columnas, simulando un templo clásico, flanqueado por varios cuerpos que avanzan y retroceden hasta los torreones de las esquinas. El primer piso está retranqueado, con balcón y balaustrada, lateralmente al cuerpo central, con varias puertas coronadas por frontones triangulares y curvos. La decoración es muy limitada, limitándose a algunas (pocas) esculturas, urnas en las balaustradas superioresy elementos arquitectónicos clásicos. Se encuentra ubicado cerca de la Antigua Cadeia da Relação.

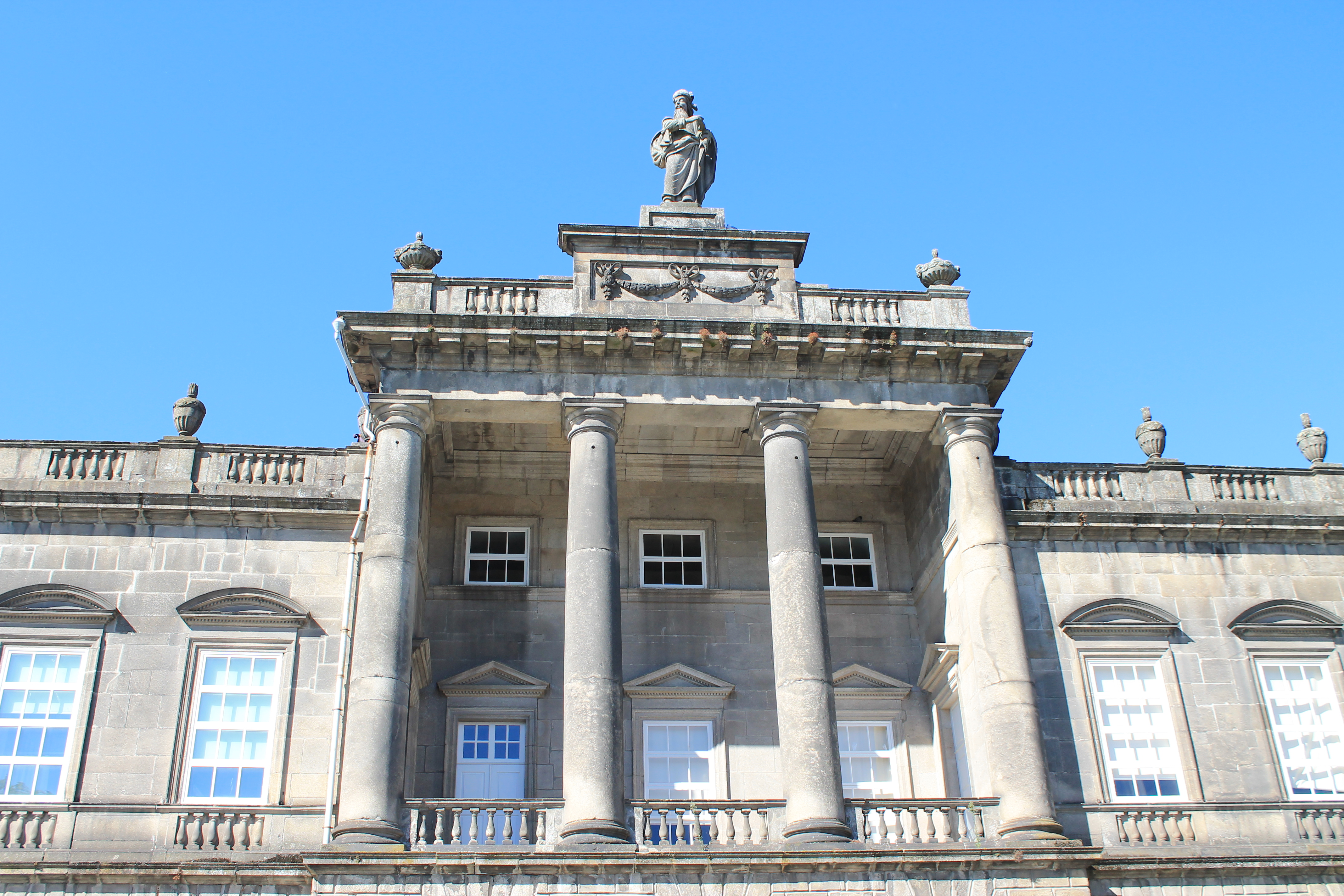
Pórtico jónico, en los laterales
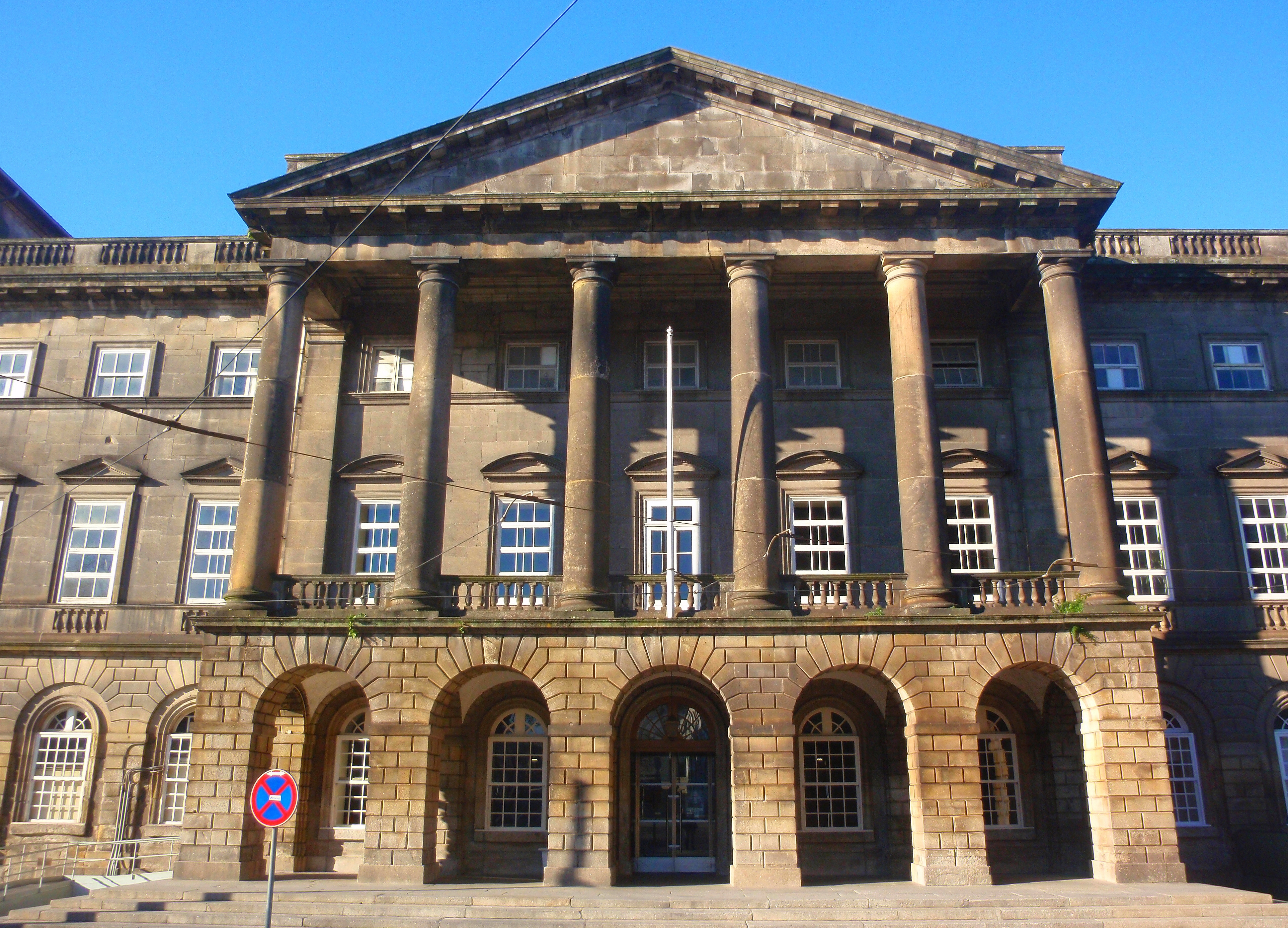
Pórtico del portal central
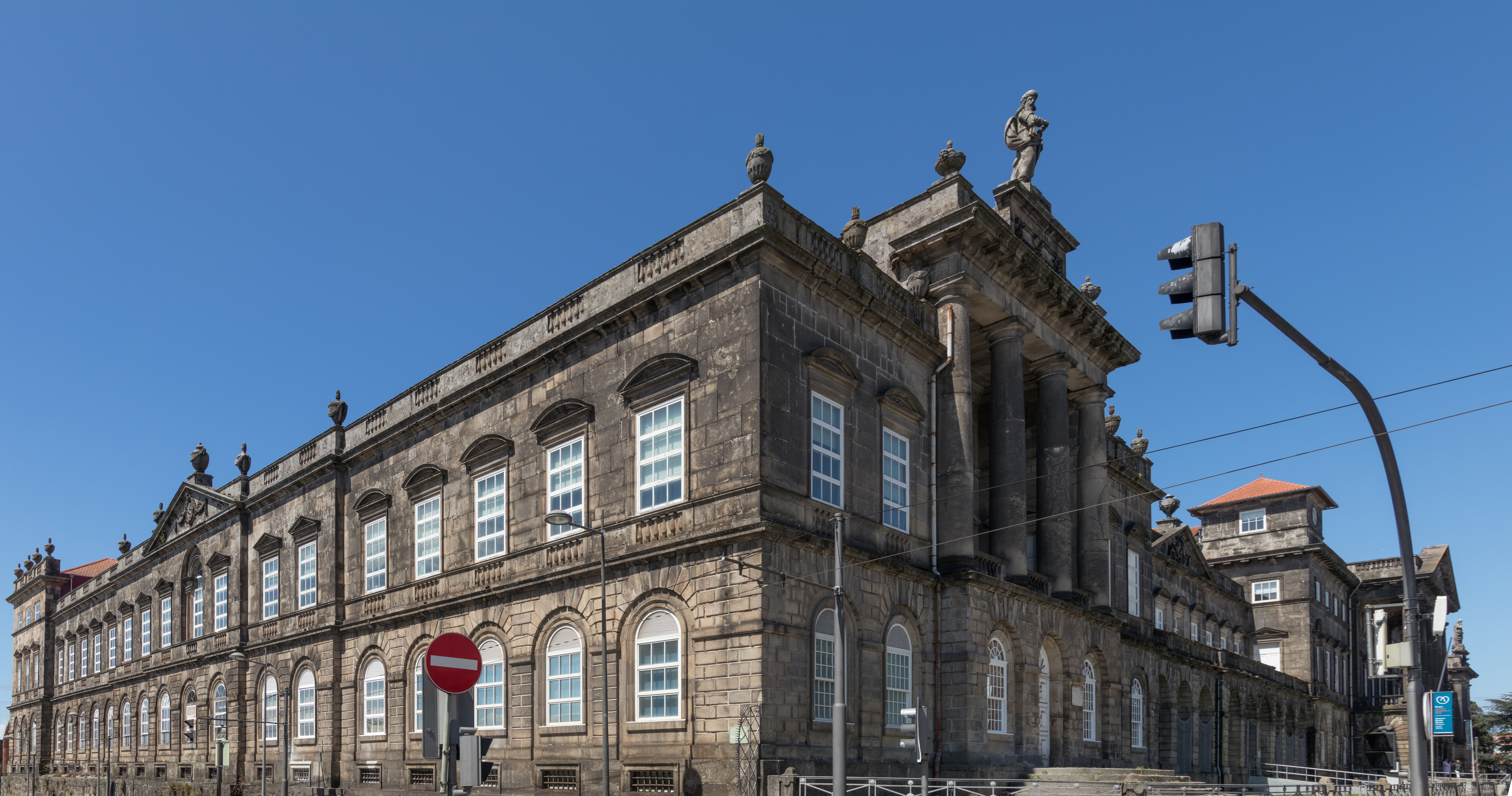
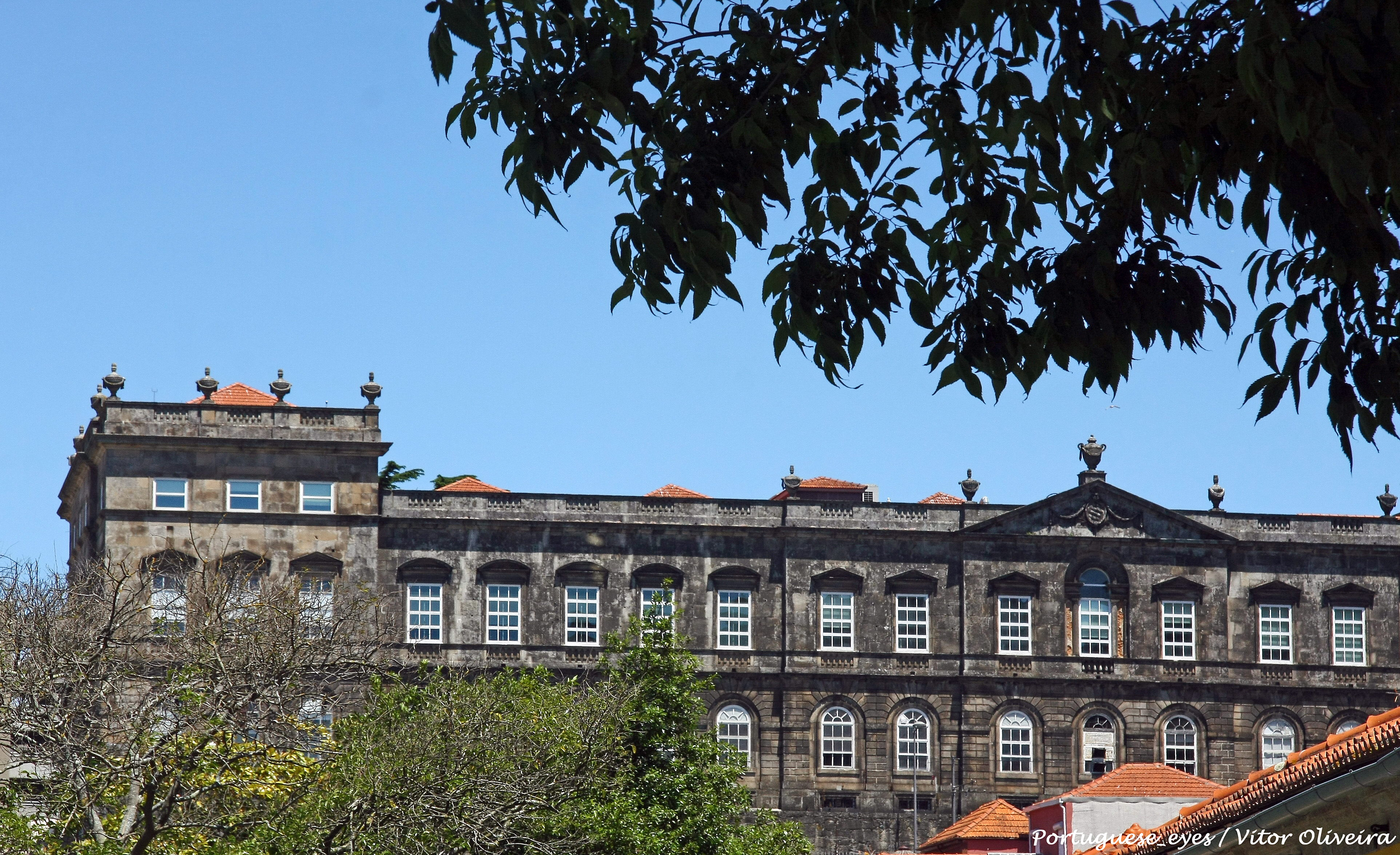
Fachada lateral

### Feitoria Inglesa (1785-1790)

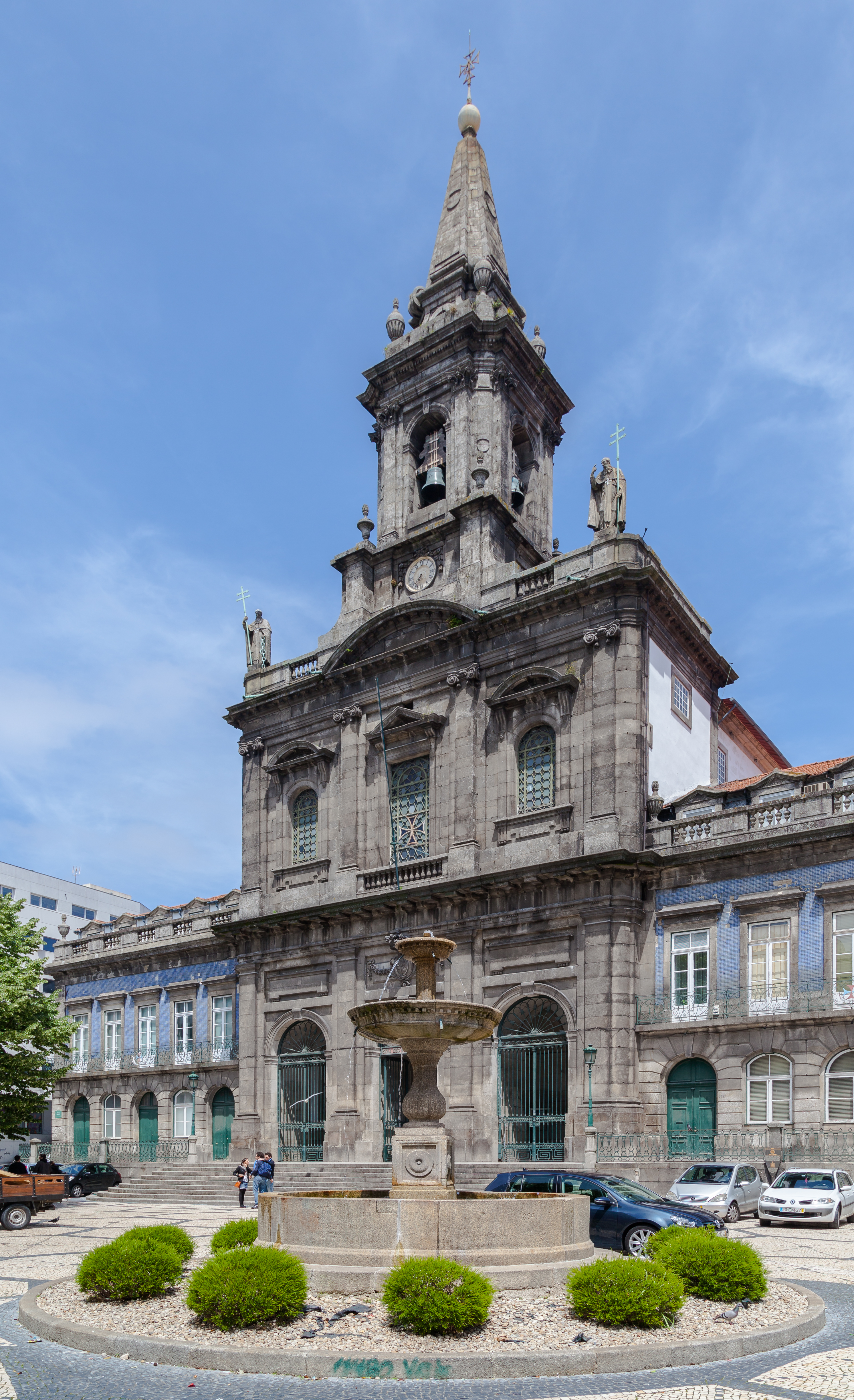
Iglesia de la Trinidad, Oporto

La Feitoria Inglesa  en Oporto, obra de John Whitehead, es un nuevo ejemplo de inspiración palladiana. Edificio urbano, situado en esquina, con soportal y aparejo en planta baja, a modo de basamento. Ventanas sencillas en el primer y tercer piso, pero balcones con puertas en el segundo piso, coronados por frontones curvos y triangulares. De tres cuerpos, siendo sugerido el central, con remate rectangular con guirnaldas y balaustrada. Sencillez, simetría y elegancia.

### Iglesia de la Orden Tercera de la Trinidad
La Iglesia de la Orden Tercera de la Trinidad en Oporto, obra de Carlos Amarante,  es un edificio sobrio, de tres cuerpos, estando el central ligeramente adelantado y con forma de torre. Los cuerpos laterales son simétricos, con arcada simulada, revestida con aparejo en la planta baja, balcones en el primer piso y un segundo piso retranqueado, a modo de mansarda, con balaustres. El cuerpo central presenta una arcada, un balcón entre ventanales y un campanario, en una sucesión que define tres plantas. La decoración es sencilla, con algunas esculturas, pero esencialmente arquitectónica.

### Palácio dos Carrancas (1795-?)
El Palácio dos Carrancas en Oporto (1795-?), actualmente Museo Nacional Soares dos Reis, obra de Joaquim Costa Lima,  está junto al Hospital de Santo António y cercano a otros monumentos barrocos y neoclásicos. Fue construido como palacio privado y posteriormente adquirido por el Estado. Tres cuerpos, ligeramente adelantado el central, cuentan con arcos y aparejoos en la planta baja. El primer piso está compartimentado por pilastras, simulando tres cuerpos, balcones y puertas con frontones curvos, en los cuerpos laterales, alternándose con frontones triangulares, en el cuerpo central. El conjunto está coronado por un frontón decorado, balaustres y urnas. Es elegantemente sobrio.

### Rectoría de la Universidad de Oporto (1806-?)
El edificio que hoy alberga la Rectoría de la Universidad de Oporto era, en el momento de su construcción, la Academia Real da Marinha e Comércio, según proyecto de 1807 de Carlos Amarante. Durante el período de las invasiones francesas y las guerras liberales, las obras del edificio progresaron muy lentamente. El edificio inacabado sirvió como hospital durante el asedio de Oporto (1832-1833). En 1833 el proyecto fue remodelado por J. C. Vitória Vila-Nova. Las obras continuaron y el proyecto inicial también sufrió dos importantes renovaciones, en 1862, por Gustavo Gonçalves e Sousa, y en 1898, por António Araújo e Silva. El edificio construido entre la Antiga Cadeia da Relação[[]] y el Hospital de Santo António, es decir ya en una zona privilegiada con otros monumentos históricos, como el notable conjunto de iglesias barrocas, ocupa una manzana de la ciudad, por lo que necesariamente debía construirse con cuatro fachadas. La principal tiene tres cuerpos simulados y torreones en las esquinas. El cuerpo central sigue un esquema clásico, con cuatro medias columnas, balcón y frontón decorado con un escudo entre guirnaldas. Los cuerpos laterales combinan pilastras entre las ventanas y balaustrada en la parte superior. Todo el conjunto está asentado sobre arcadas. Funcional, elegante, simétrico y sobrio.

### Palacio de la Bolsa (1842-1848)

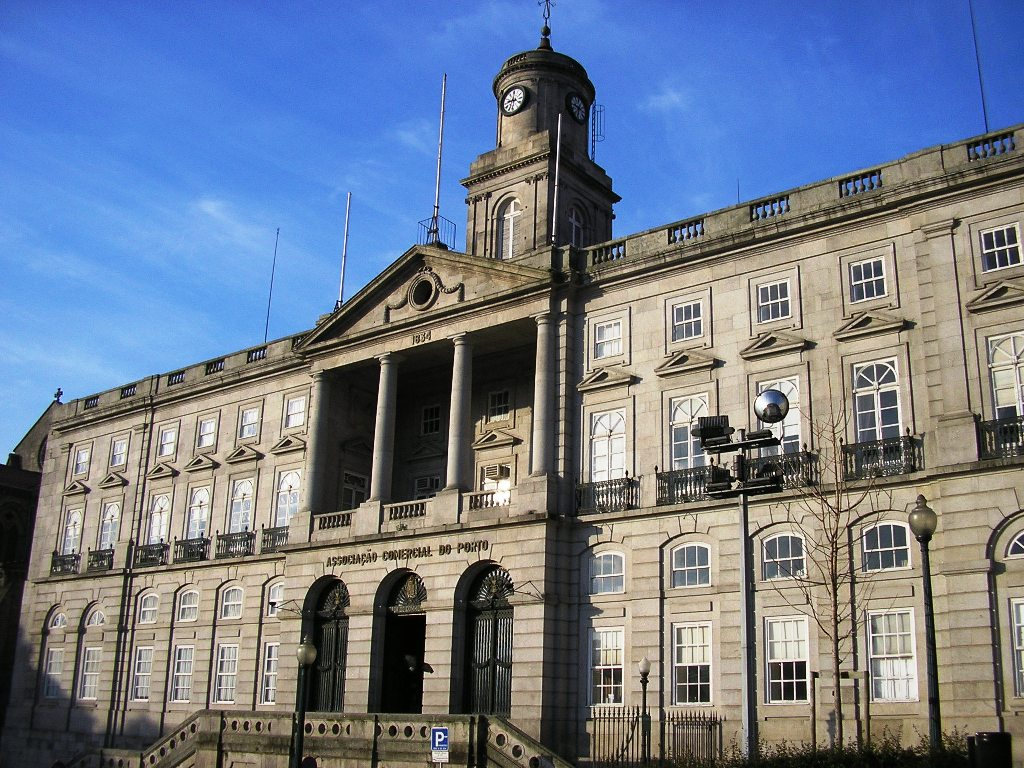
Palacio da Bolsa, en Oporto

El Palacio de la Bolsa (1842-1848), donde actualmente funciona la Asociación Comercial de Oporto, fue diseñado por Joaquim Costa Lima. En pleno centro histórico de Oporto, ocupa el solar del antiguo Convento de São Francisco, junto a la impresionante Iglesia de São Francisco do Porto, uno de los principales monumentos de la ciudad. Es el centro de emprendimiento de la ciudad, desarrollando hasta el día de hoy notable actividad comercial. Sigue el esquema de tres cuerpos, el central con columnas, balcón y frontón, rematado por una torre. Los cuerpos laterales son simétricos con balcones y aparejos en la planta baja. El interior se caracteriza por un gran lujo, destacando el salón árabe, una sala de estilo mudéjar decorada con estucos dorados, azulejos y detalles ornamentales inspirados en la Alhambra de Granada que es una de las principales estancias de la ciudad.  

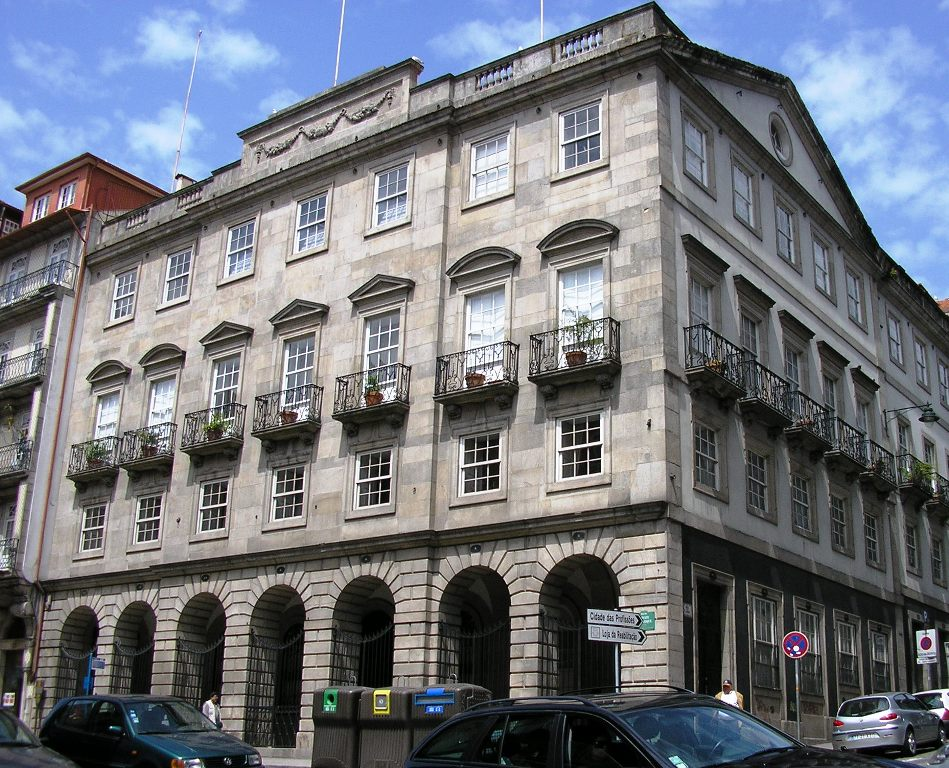
Feitoria Inglesa  (1785-1790)
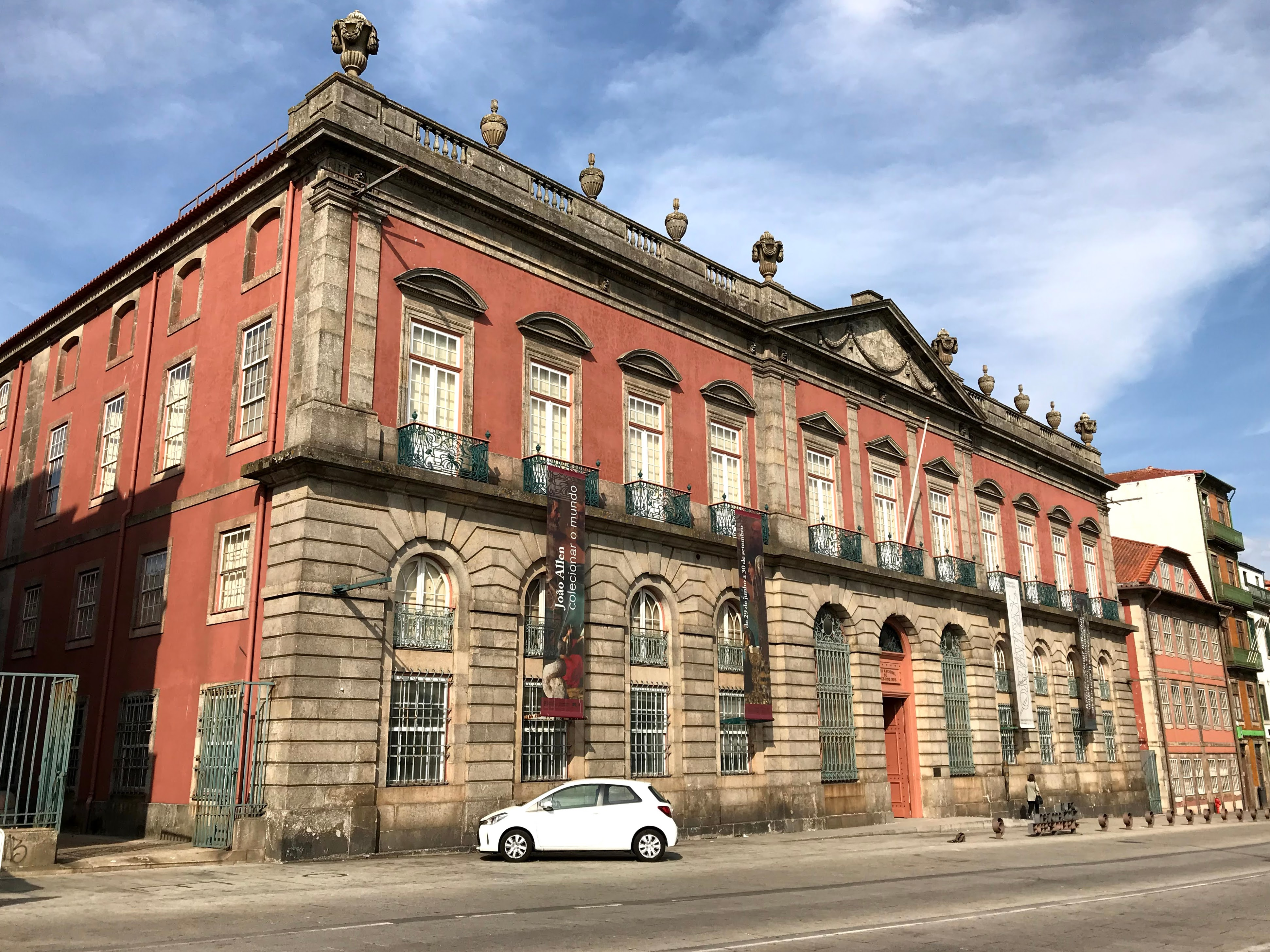
Palacio dos Carrancas
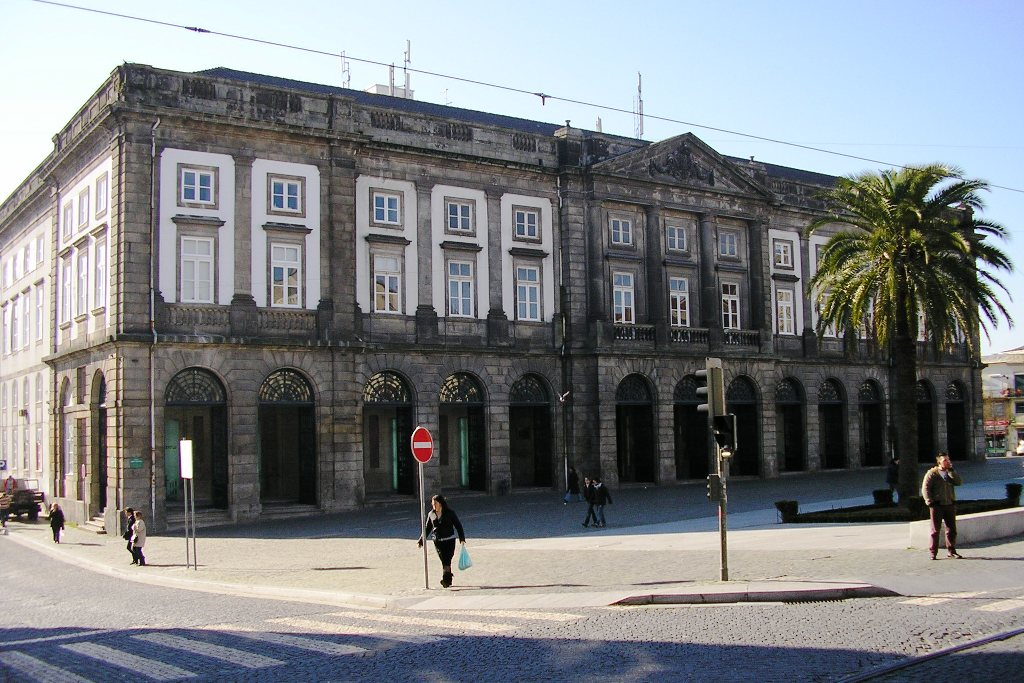
Rectoría de la Universidad de Oporto
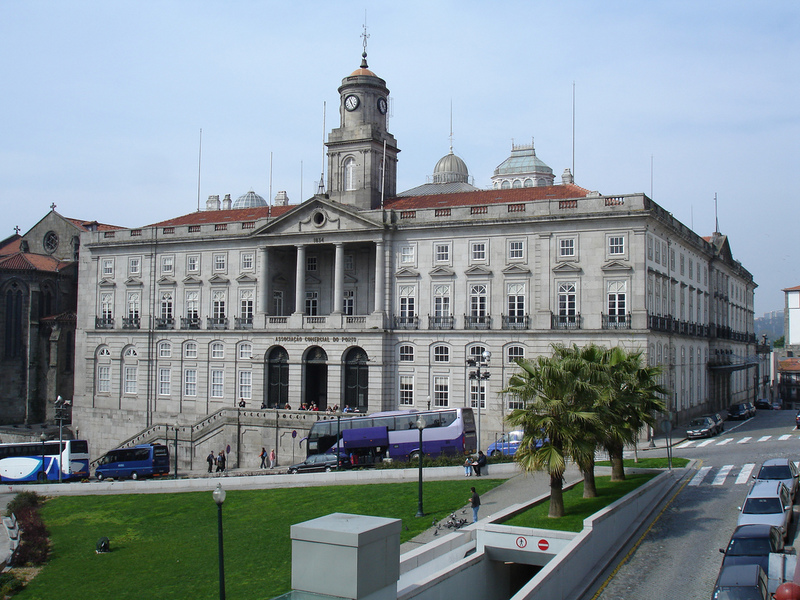
Palacio de la Bolsa de Oporto (1842-1848)

## Neoclasicismo en Braga

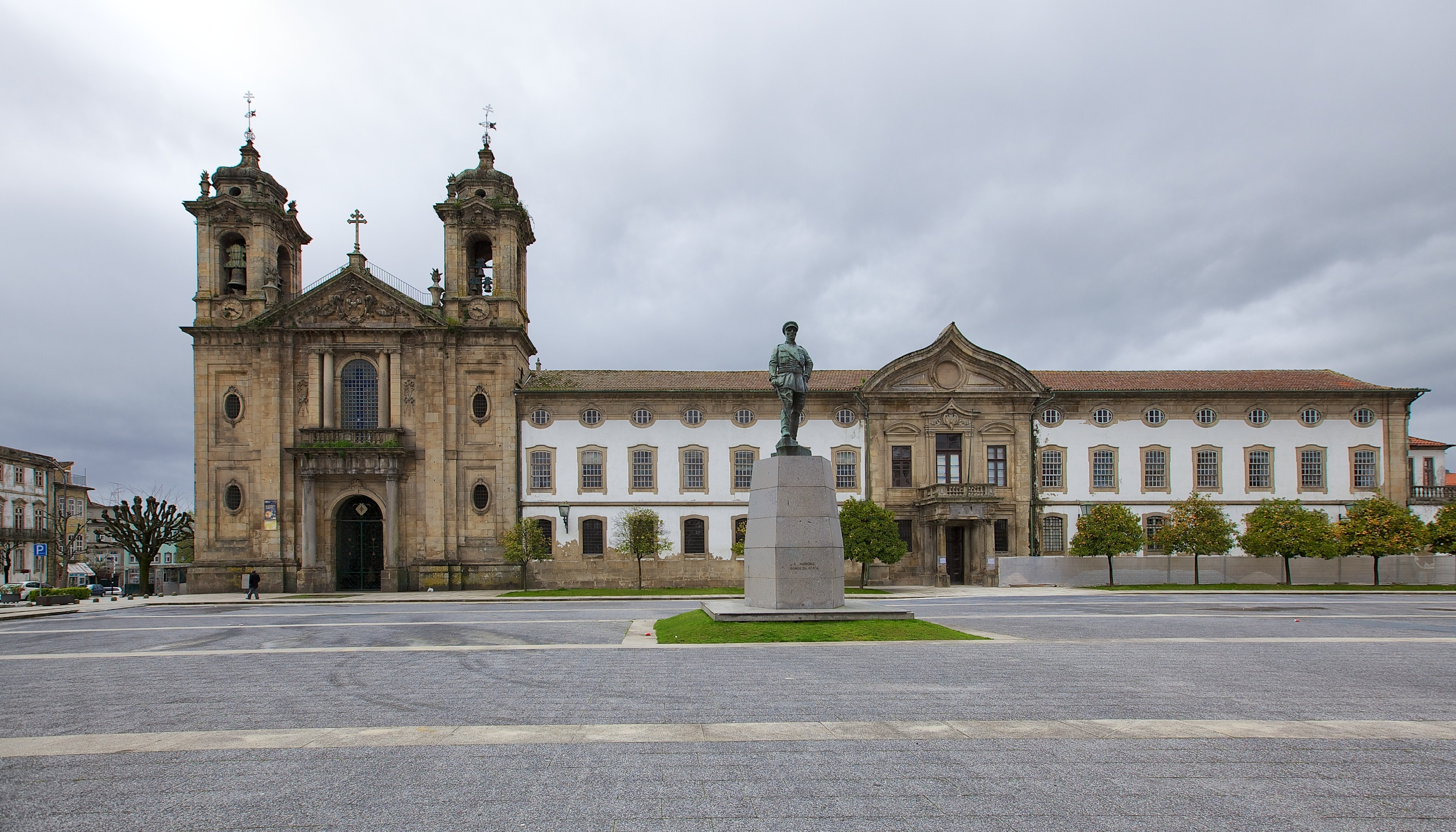
Iglesia de Nuestra Señora del Pópulo

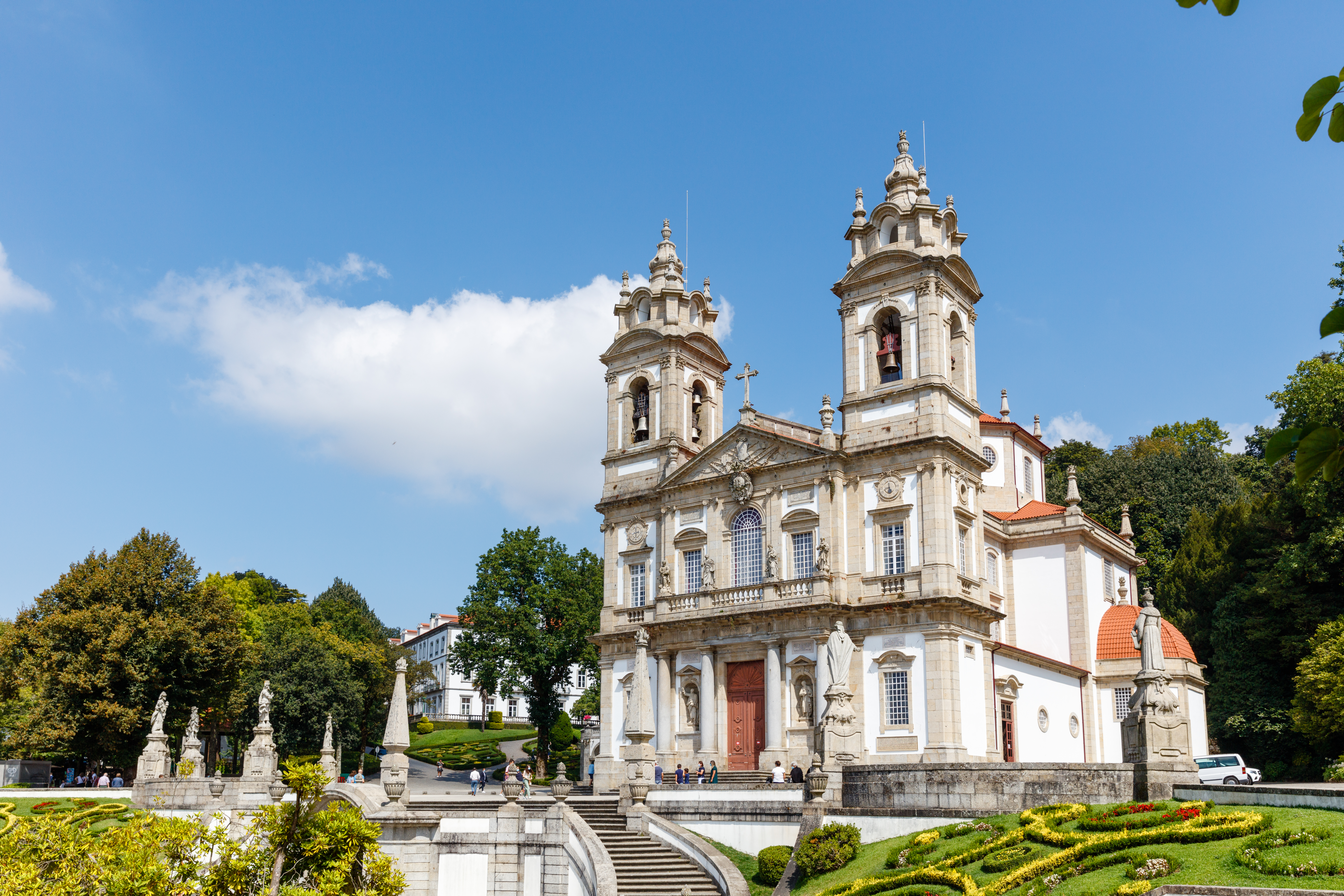
Santuario del Bom Jesus do Monte

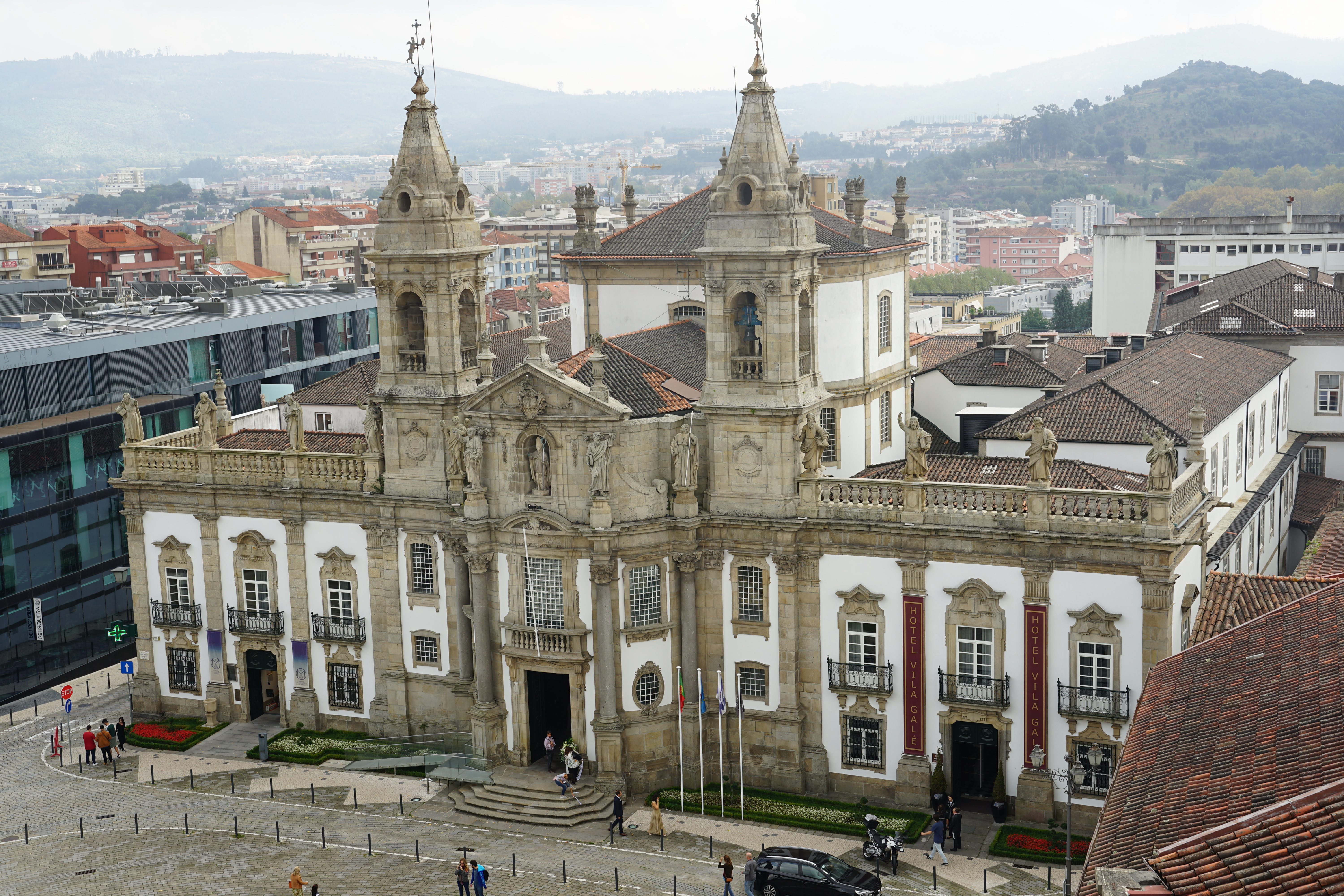
Iglesia de Santa Cruz en el hospital de São Marcos

### Nossa Senhora do Pópulo
La nueva fachada de la iglesia de Nuestra Señora del Pópulo en Braga, una de las primeras obras de Carlos Amarante, tiene una disposición simétrica, de tres cuerpos sugeridos, con portal flanqueado por columnas que sostienen un friso formado por triglifos y metopas, al gusto dórico romano. Arriba, hay un balcón, con balaustrada, frente a un gran ventanal flanqueado por columnas y pilastras jónicas. El frontón está decorado y sostenido por dos grandes pilastras que sugieren el cuerpo central. Los cuerpos laterales son, en realidad, las torres, con cubiertas de tradición barroca y rococó. Como decoración exterior, algunos relieves decorativos y urnas con fuegos.

### Bom Jesus do Monte
La iglesia (1784-1834) del santuario del Bom Jesus do Monte en Braga, obra de Carlos Amarante, es parte del conjunto monumental de gran efecto escenográfico, situado en el monte da Falperra, con la imponente escalera de las virtudes, capillas e iglesia flanqueadas por jardines. Forma parte del «Santuario del Buen Jesús del Monte en Braga», desde 2019, declarado patrimonio de la Humanidad (n.º ref. 1590). El edificio eclesial tiene tres cuerpos, estando el central ligeramente adelantado, con un frontón decorado, pilastras jónicas, tres ventanales, balcón, con escultura y balaustres, sostenido por columnas, alternadas con hornacinas y portal. Los cuerpos laterales sostienen los campanarios, dividiéndose en plantas con grandes ventanales y balcones de balaustres en el segundo piso.

### Hospital de São Marcos
El Hospital de São Marcos en Braga, de Carlos Amarante, es un edificio simétrico, de tres cuerpos, estando el central avanzado y de gran volumetría por ser la iglesia. Es un conjunto sorprendente, porque aún armoniza con el rococó, a pesar de haber sido diseñado cuando el arquitecto era maduro. Los cuerpos laterales presentan pilastras, alternándose con puertas y ventanas rococó, rematadas por una balaustrada con esculturas. La iglesia forma un curioso cuerpo central, casi convexo, en el que se alternan columnas corintias y grandes ventanales. El remate del edificio es muy singular porque tiene una distribución inusual. La ventana central tiene un frontón curvo, sobrepuesto por una hornacina con escultura, flanqueada por esculturas, sostenida por columnas, coronando el conjunto con un inusual frontón triangular ligeramente convexo, siguiendo la orientación del edificio. Los campanarios se encuentran también en la fachada, entre el cuerpo central y los cuerpos laterales, con una autonomía realzada por pilastras. El conjunto es inusual y el uso de formas decorativas anteriores sólo puede explicarse por la exigencia del encargo, pues en obras anteriores el arquitecto demostró un perfecto dominio del neoclasicismo temprano, sin necesidad de recurrir a arcaísmos.

Iglesias neoclásicas en Braga
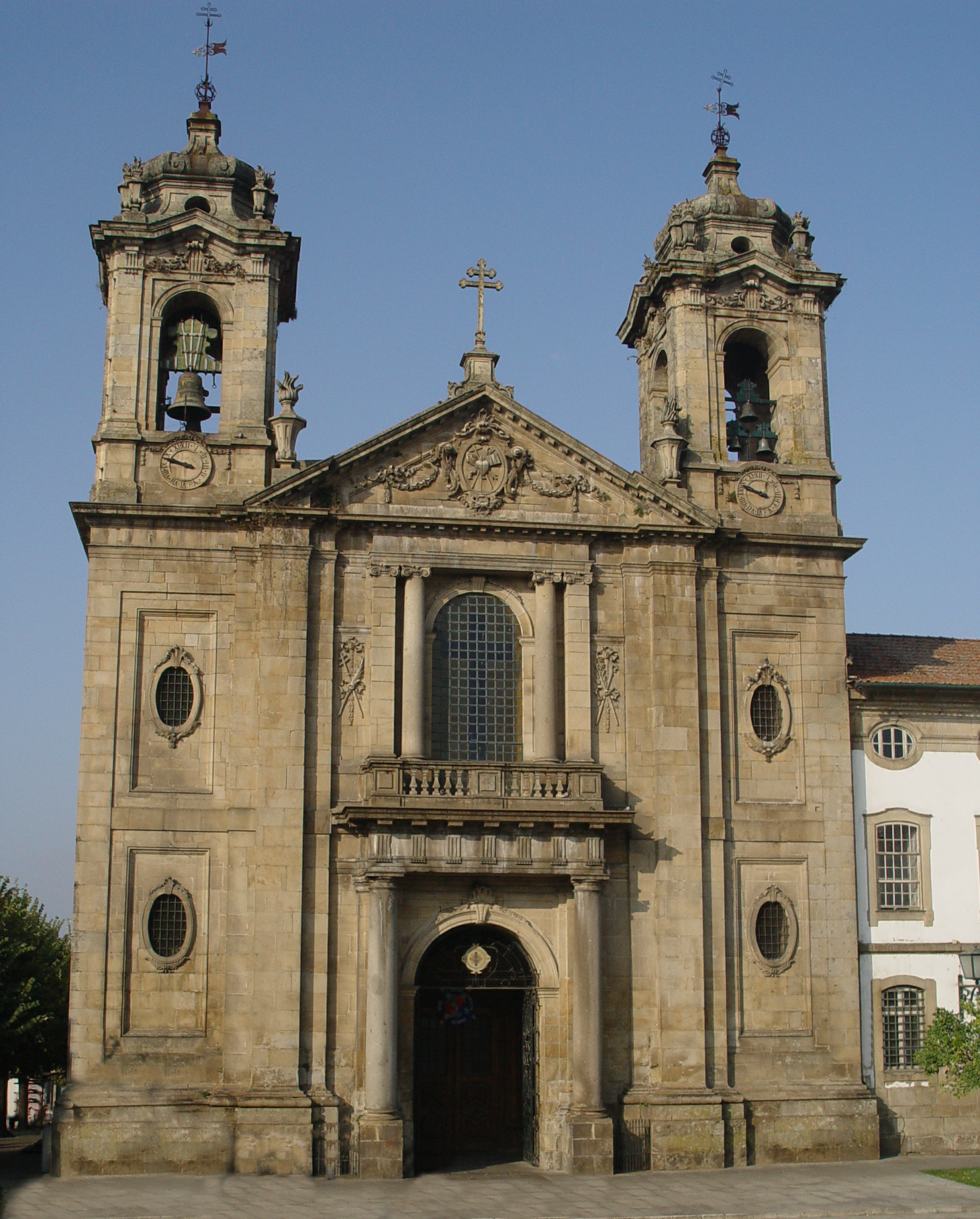
Iglesia del Convento do Pópulo, Braga
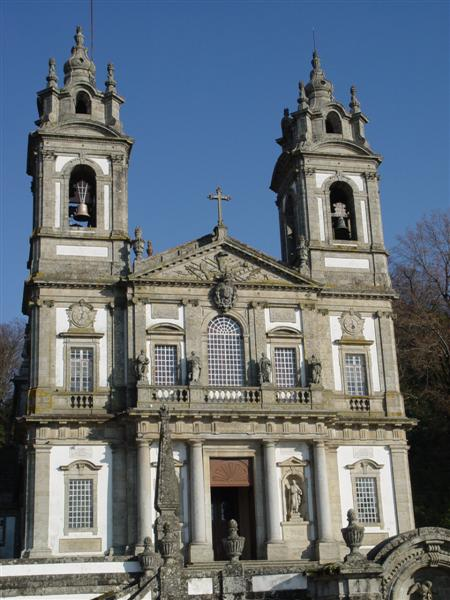
Iglesia del santuario del Bom Jesus do Monte
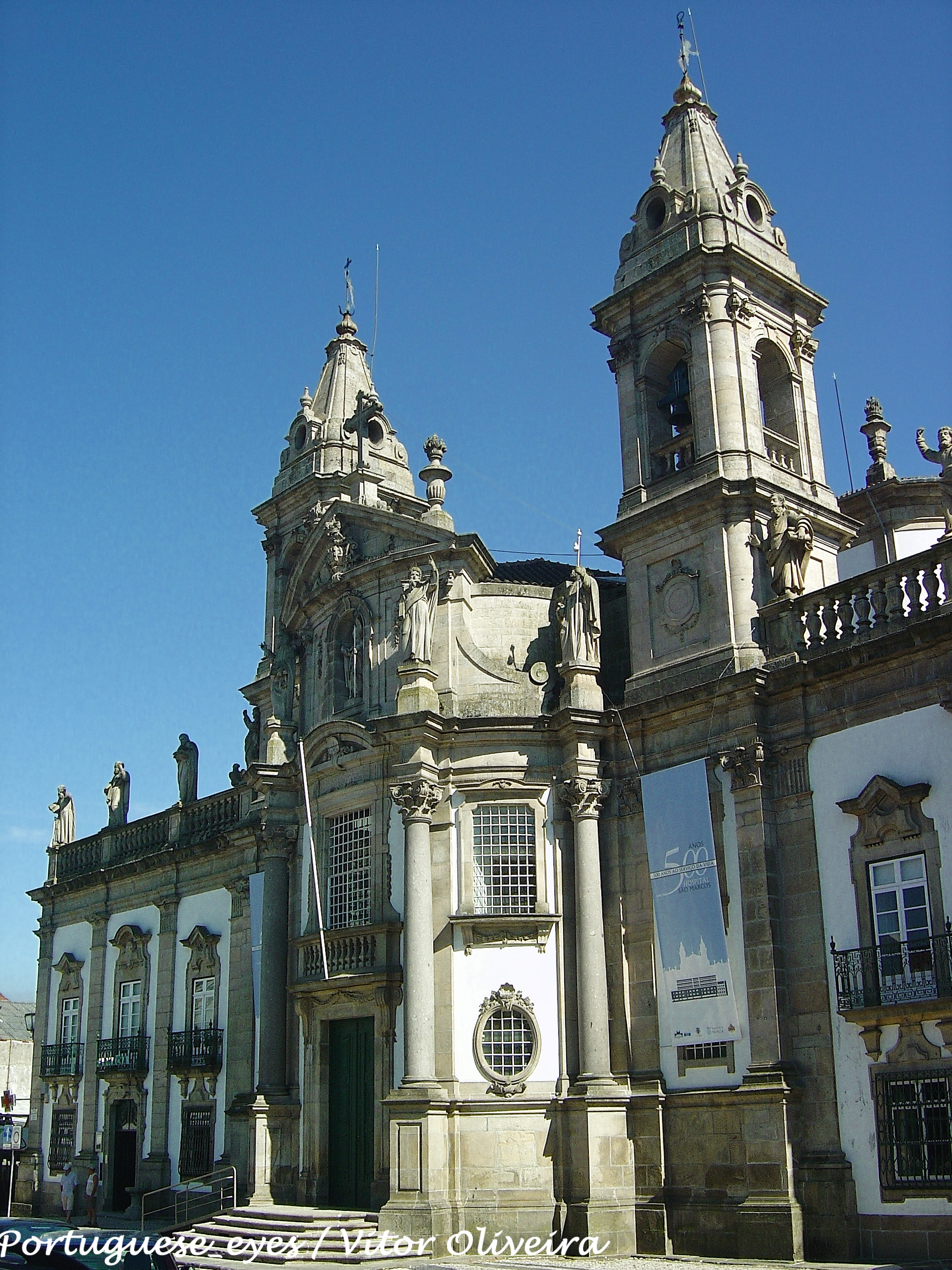
iglesia de  Santa Cruz del Hospital de São Marcos
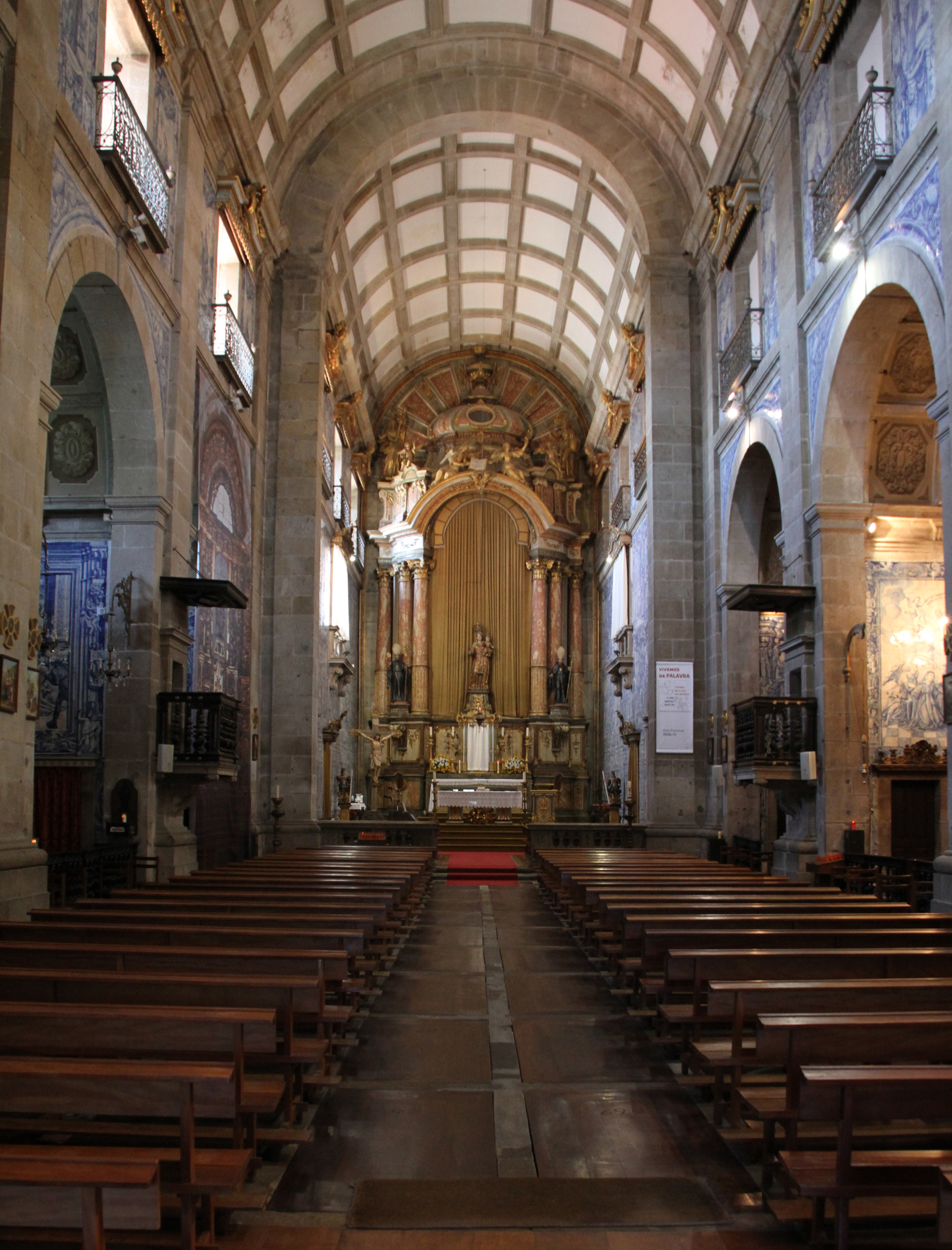
Interior de Nossa Senhora do Pópulo
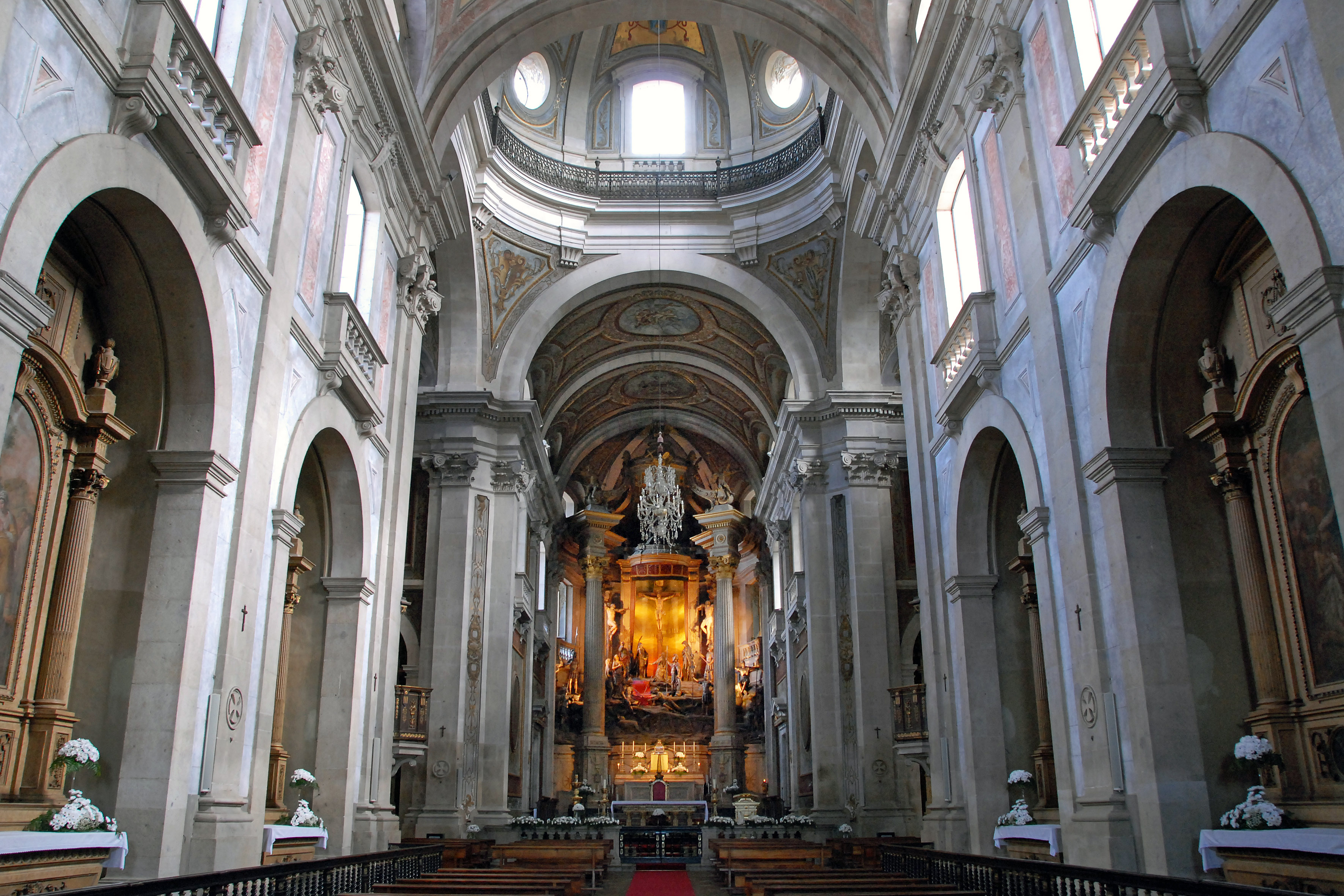
Interior de Bom Jesus do Monte
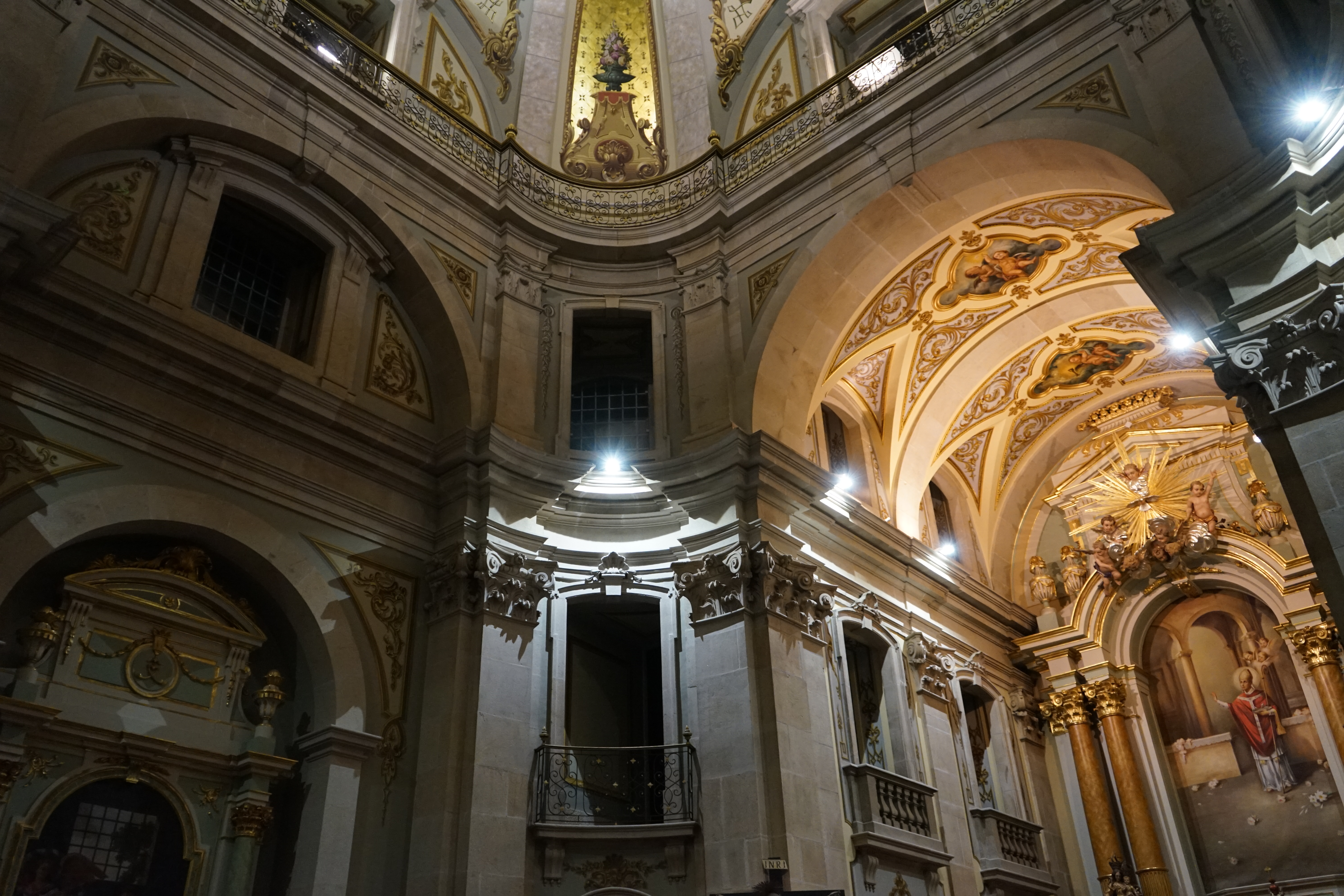
Interior de la iglesia de  Santa Cruz

## Neoclasicismo en Lisboa

### Museo Nacional de Carruajes

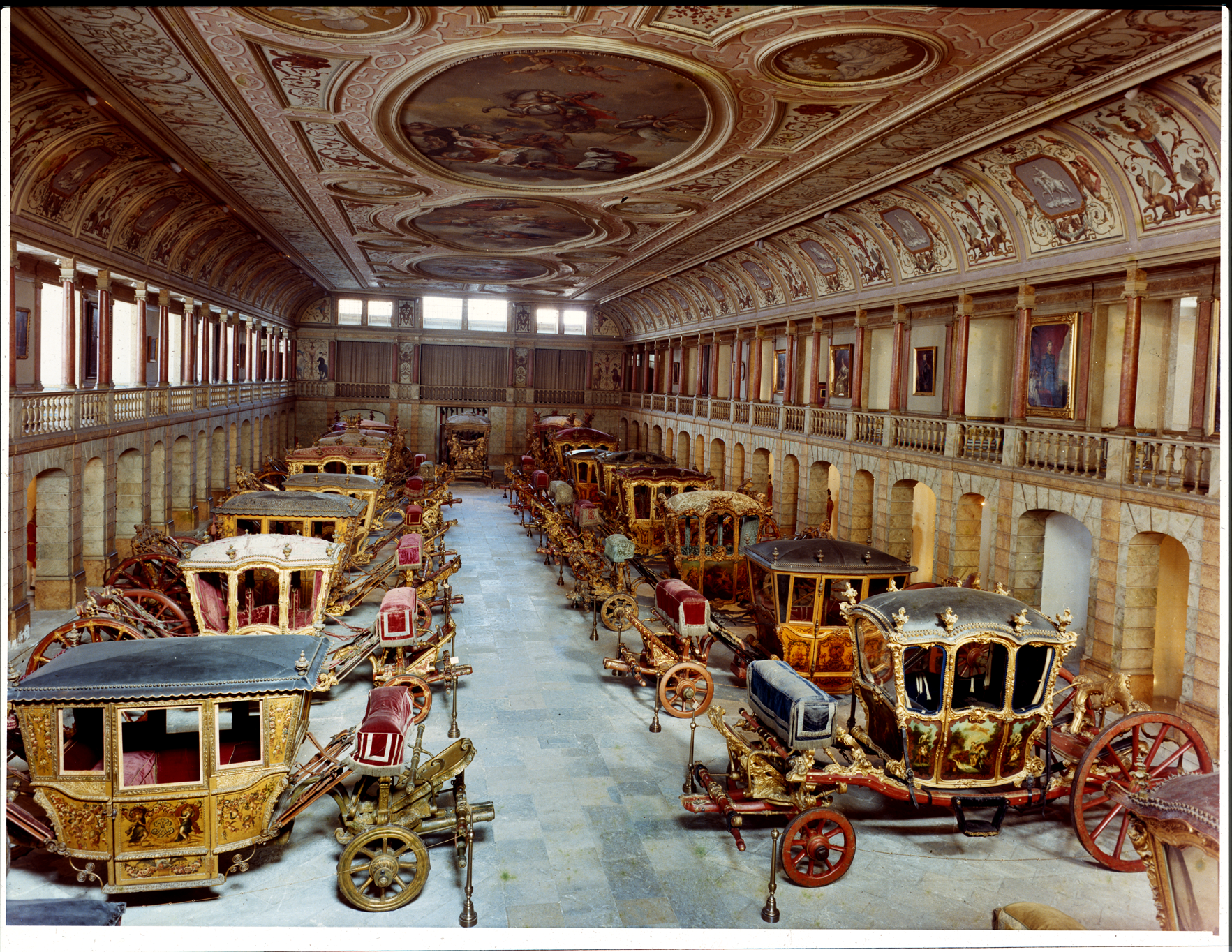
Interior del Picadeiro Real, hoy Museo Nacional de Carruajes

Originalmente con la función de Picadeiro Real, el Museo Nacional de Carruajes , diseñado por Giacomo Azzolini, está ubicado en Lisboa. Es el primer edificio neoclásico que aparece en la capital. Construido en los antiguos jardines del Palacio Nacional de Belém, actual residencia oficial del Presidente de la República, actualmente es parte integrante de la ciudad, en pleno centro de Belém, y el museo portugués más visitado. Se desarrolla según un esquema de tres cuerpos simulados, con un aparejo en planta baja y cuatro columnas que sostienen un balcón, definiendo el cuerpo central. Los cuerpos laterales se componen de ventanas en la planta baja y balcones en el primer piso. Curiosamente no tiene frontón. Sobrio, elegante y funcional por fuera, muestra un interior lujoso y bien adaptado a su función. La colección de coches que alberga está considerada la más importante de Europa.

### Palacio Nacional de Ajuda (1795-1861)

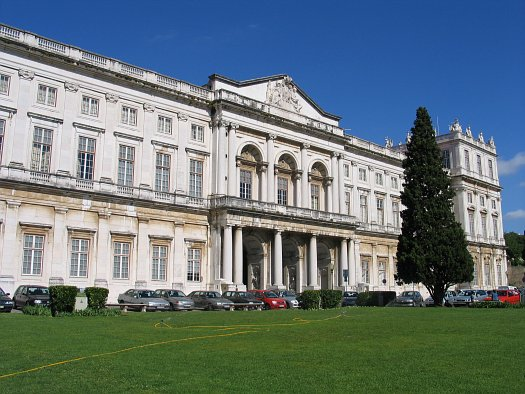
Palacio Nacional de Ajuda, en Lisboa

El palacio Nacional de Ajuda (1795-1861) en Lisboa, de José da Costa e Silva y Francisco Xavier Fabri, no se inició hasta 1795, cuando se hizo evidente la absoluta necesidad de un nuevo palacio real en Lisboa. Debido a que el antiguo Paço da Ribeira quedó completamente destruido por el terremoto de 1755, y las soluciones provisionales, como el traslado de la corte al Palacio Nacional de Queluz, Palacio Nacional de Belém, Palacio das Necessidades o la  “real barraca” (palacio de madera construido tras el terremoto y destruido por un incendio en 1794, destruyendo su suntuoso contenido), eran claramente insatisfactorios. Cabe señalar que se dio prioridad a la reconstrucción de la ciudad, alojando primero al pueblo, sometiendo a la casa real y a la corte a soluciones temporales o transitorias, esperando cuarenta años para iniciar las obras del verdadero palacio real, en un momento en que la situación era claramente insostenible –dice mucho a favor de los gobernantes de la época, al contrario de lo que consideran la mayoría de los autores–. Es un edificio de tres cuerpos y torreones en las esquinas. El cuerpo central tiene dos plantas, con tres arcos en ambas plantas, balcón sostenido por columnas y friso con frontón sostenido por medias columnas. Los cuerpos laterales combinan pilastras con ventanas, en la planta baja, y balcones, en el primer piso. El conjunto está coronado por una balaustrada y, en los torreones, alguna decoración escultórica. El conjunto es monumental y austero.

Palacio Nacional de Ajuda (1795-1861)
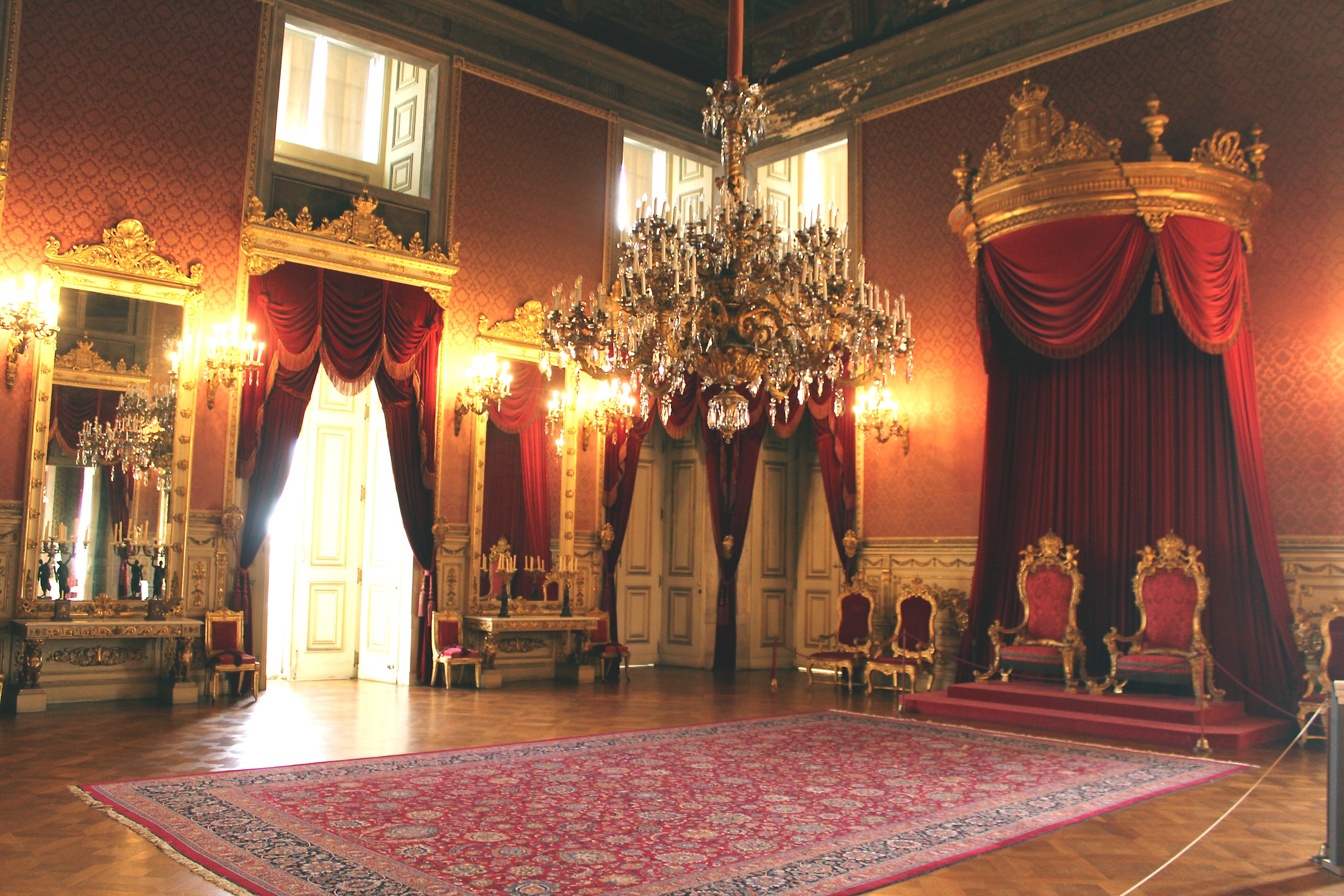
Salón del Trono, en la 2.ª planta, con dos tronos reservados para el rey Luís y la reina María Pía.
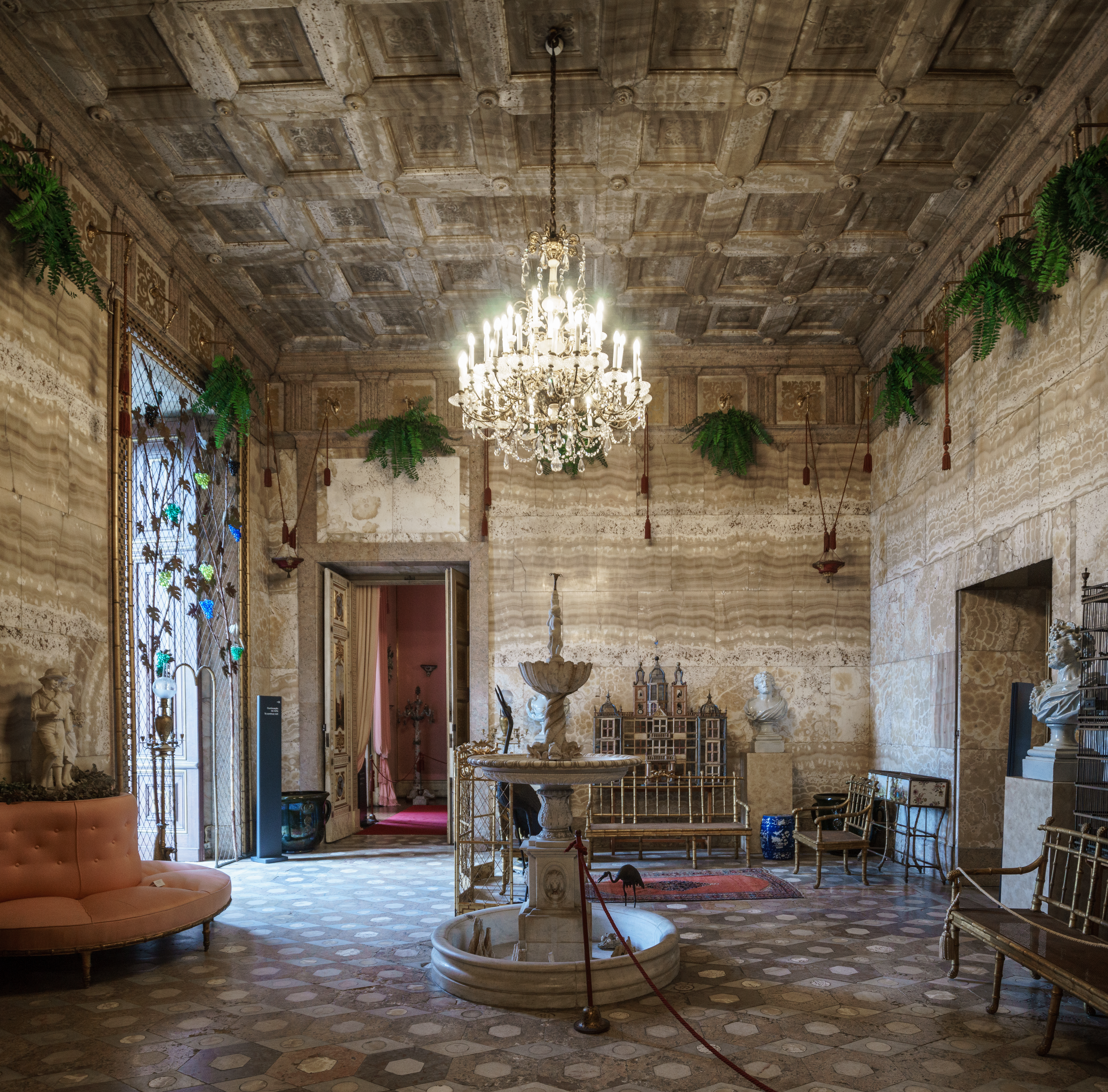
El Salón de Mármol, con la la fuente pináculo en el jardín de Invierno
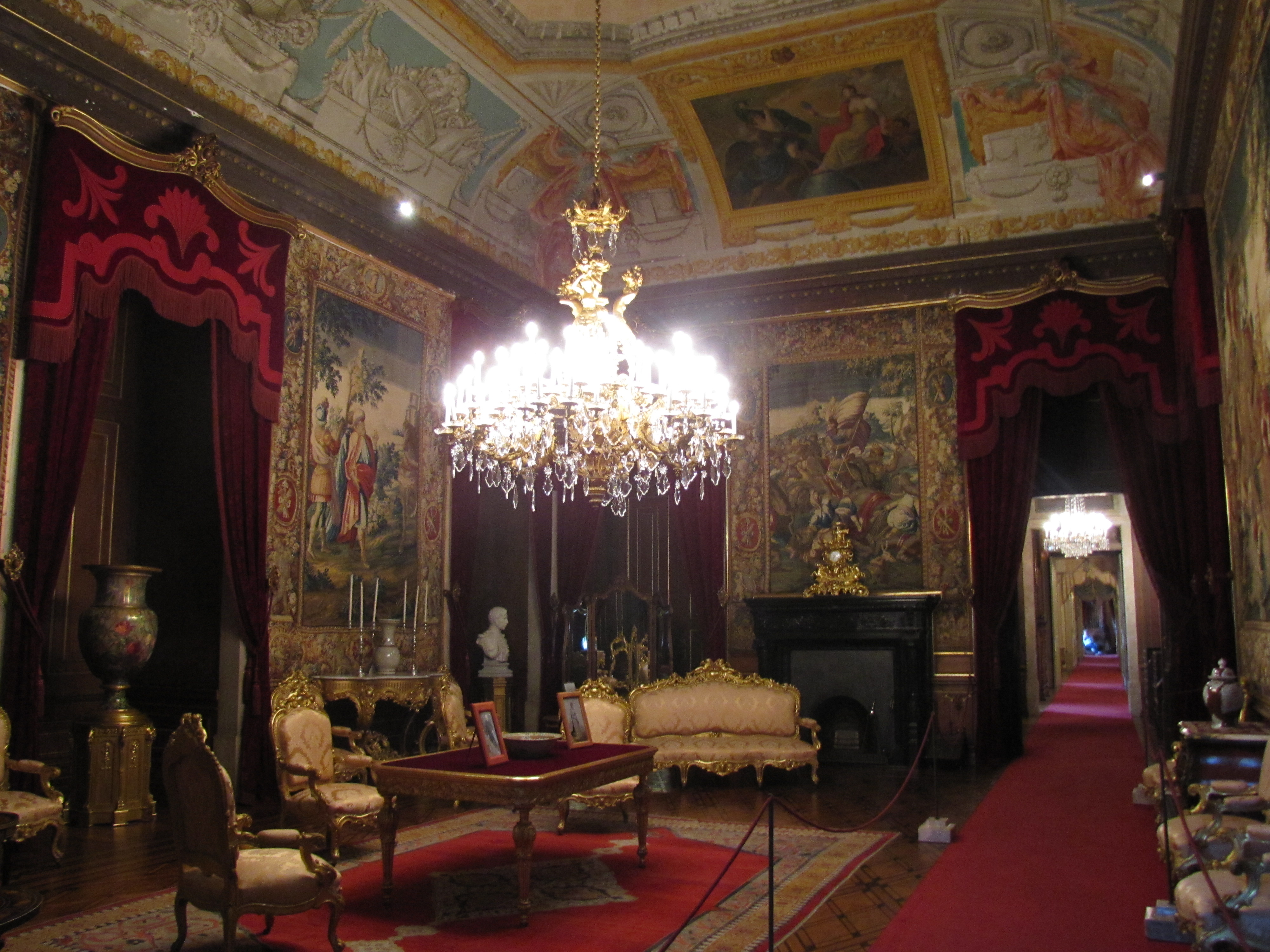
El Gran Salón de Despacho.
El Gran Comedor.

### Teatro de São Carlos (1792-1793)

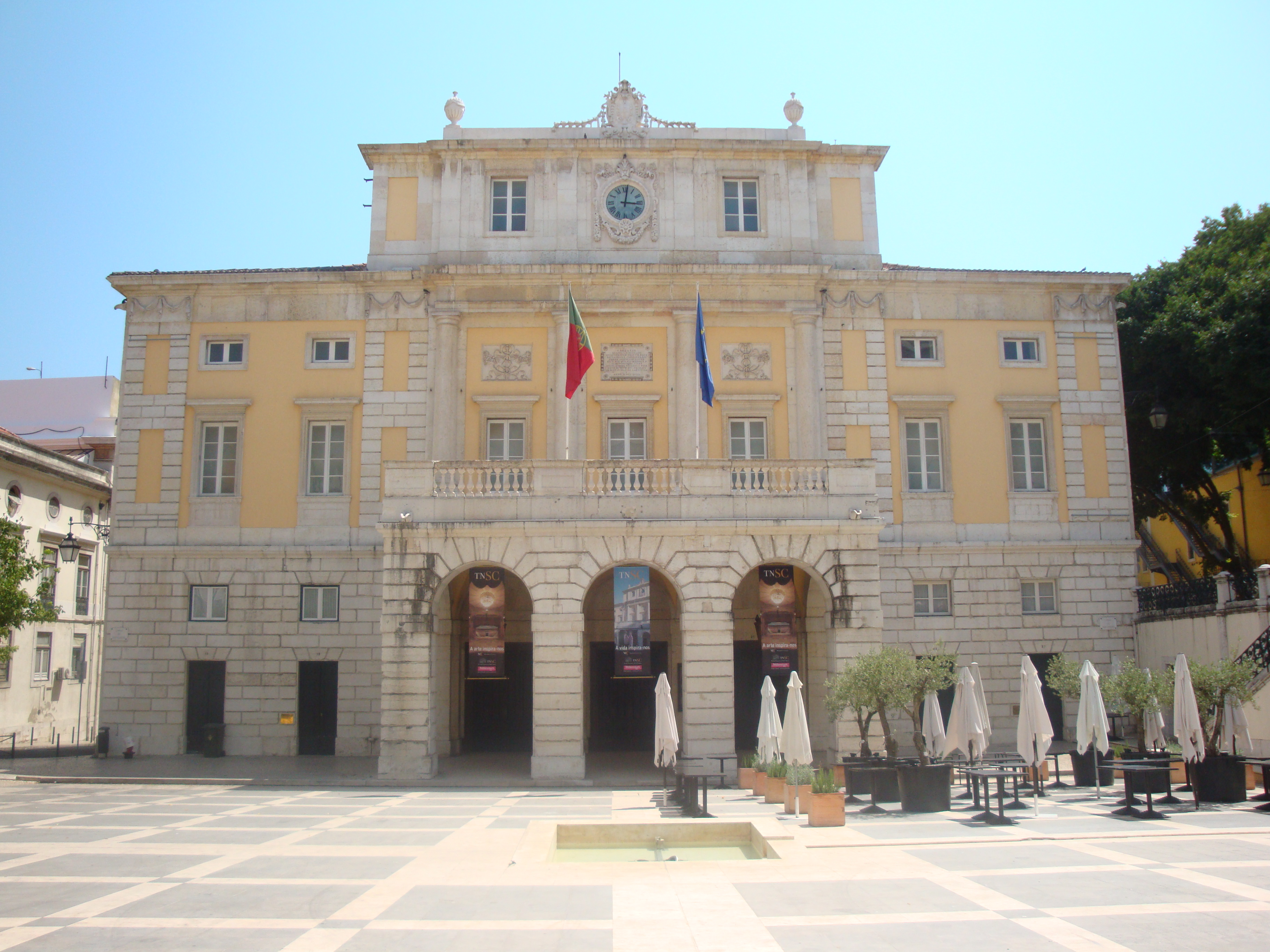
Teatro Nacional de São Carlos (en 2008)

El Teatro Nacional de São Carlos (1792-1793), obra de José Costa e Silva, está en Lisboa. Como el teatro de la ópera de la ciudad no sobrevivió al terremoto, se construyó un elegante teatro en la zona del Chiado. Inspirado en el Teatro alla Scalla, de Milán, el austero exterior tiene tres cuerpos simulados, con un aparejo rustico que forma un basamento, una arcada que sostiene una amplia balconada, medias columnas en el primer piso y un tercer piso en lugar del frontón. En el remate hay un escudo de armas y urnas. Sobrio por fuera, pero de gran belleza por dentro, combinando talla y pintura en un conjunto muy elegante.

### Teatro D. Maria II (1842-1846)

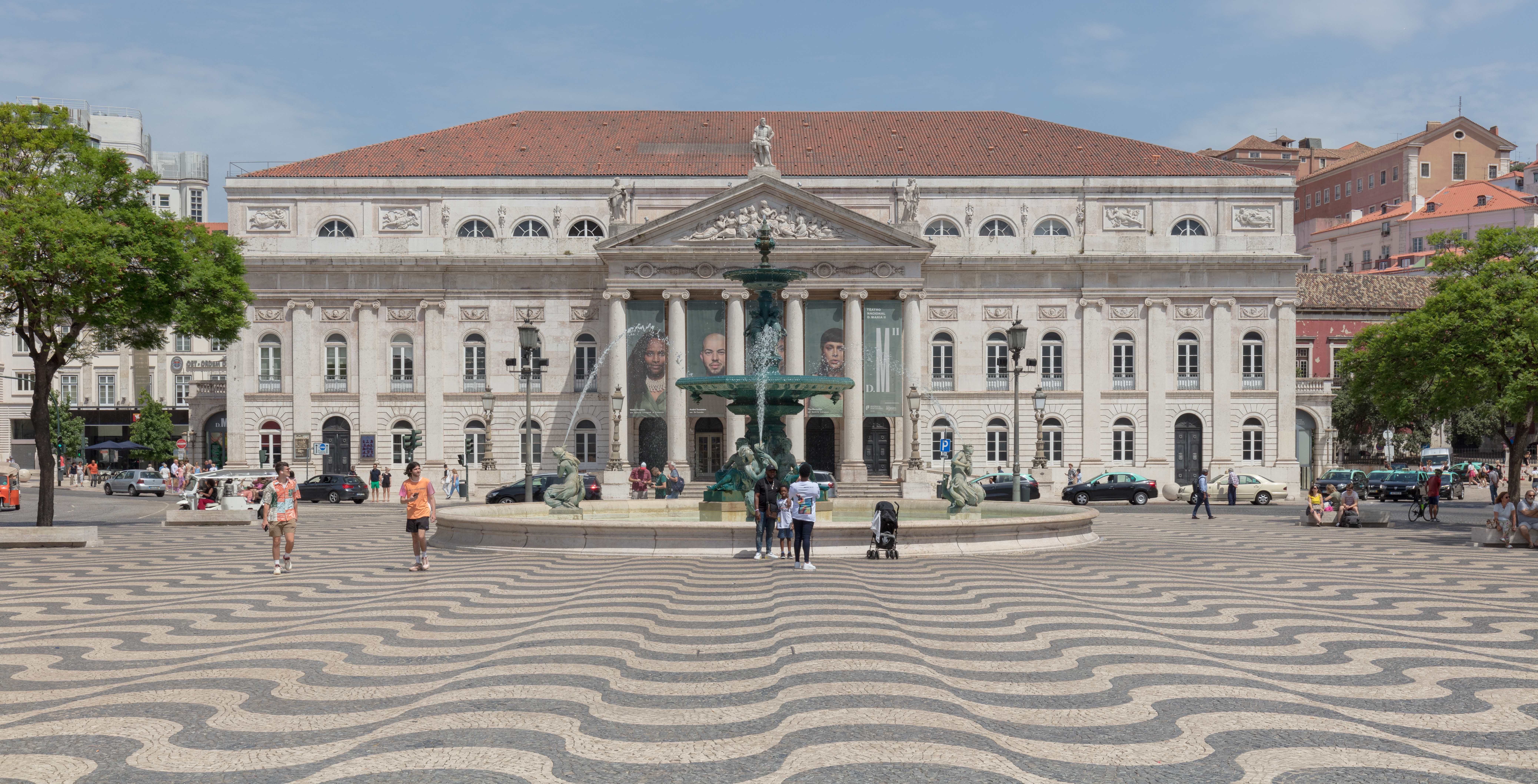
Teatro Nacional D. Maria II (1842-1846) de Lisboa

El Teatro Nacional D. Maria II (1842-1846) de Lisboa, obra de Fortunato Lodi, fue construido en pleno centro de Lisboa, más concretamente en Rossio (la segunda plaza más importante de la ciudad y su corazón), el teatro pretendía llenar la necesidad de un gran edificio dedicado exclusivamente a la representación teatral, como ya existía para la ópera. Es la obra neoclásica más llamativa de la ciudad, quizás por la ubicación, influyendo en las construcciones neoclásicas posteriores de la capital. Se trata de un impresionante edificio de tres plantas articulada la fachada principal en tres cuerpos, el central formado por seis columnas con capiteles jónicos y un frontón decorado. Los cuerpos laterales simulan ser torreones disponiendo en las esquinas pilastras adosadas también jónicas. La planta baja dispone de aparejo y, en las fachadas laterales, amplios balcones sobre soportales. El conjunto es simétrico y funcional pero, contrariamente al gusto tradicional portugués, está decorado con relieves y esculturas, rompiendo la sobriedad habitual del neoclasicismo portugués.

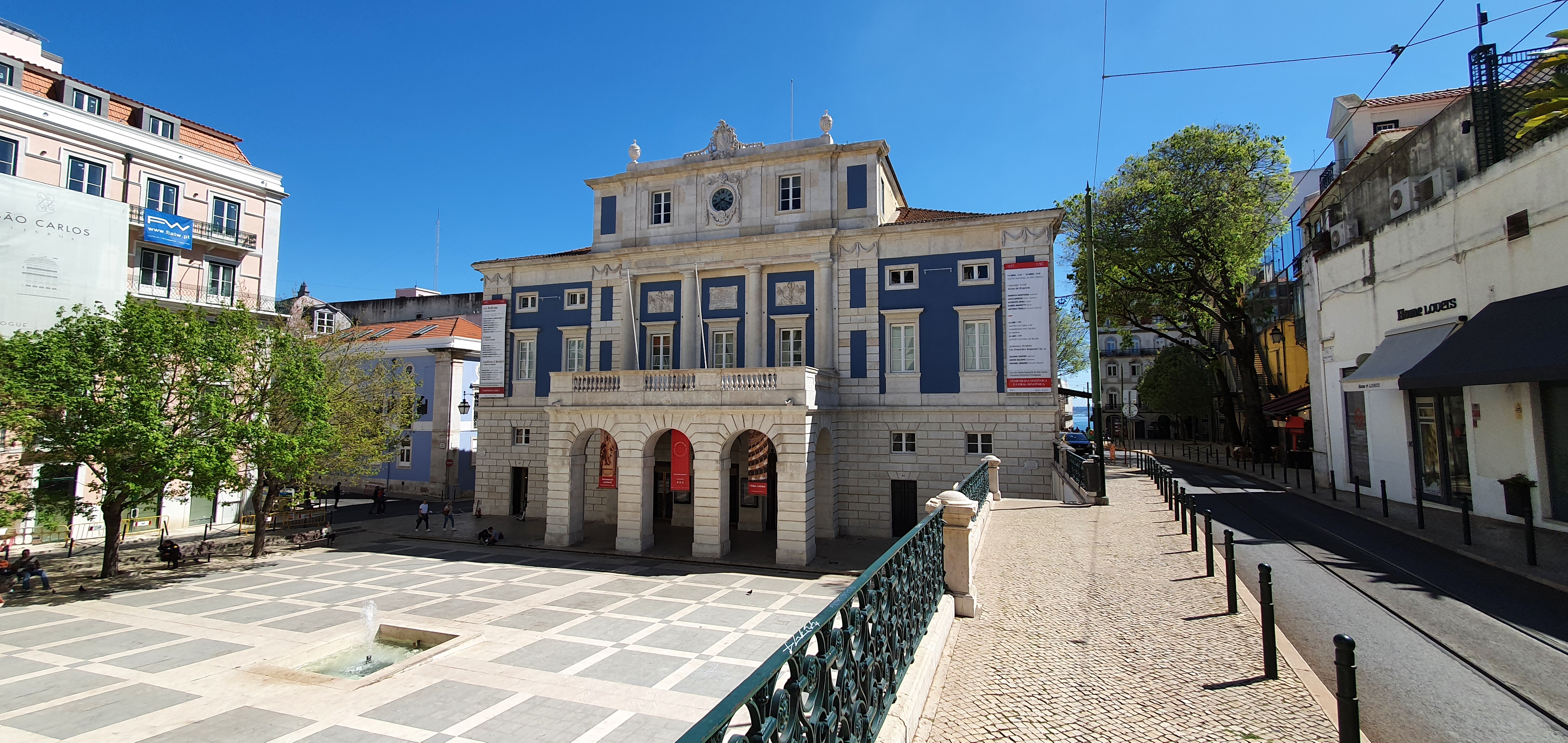
El Teatro Nacional de São Carlos, tras ser repintado en 2021
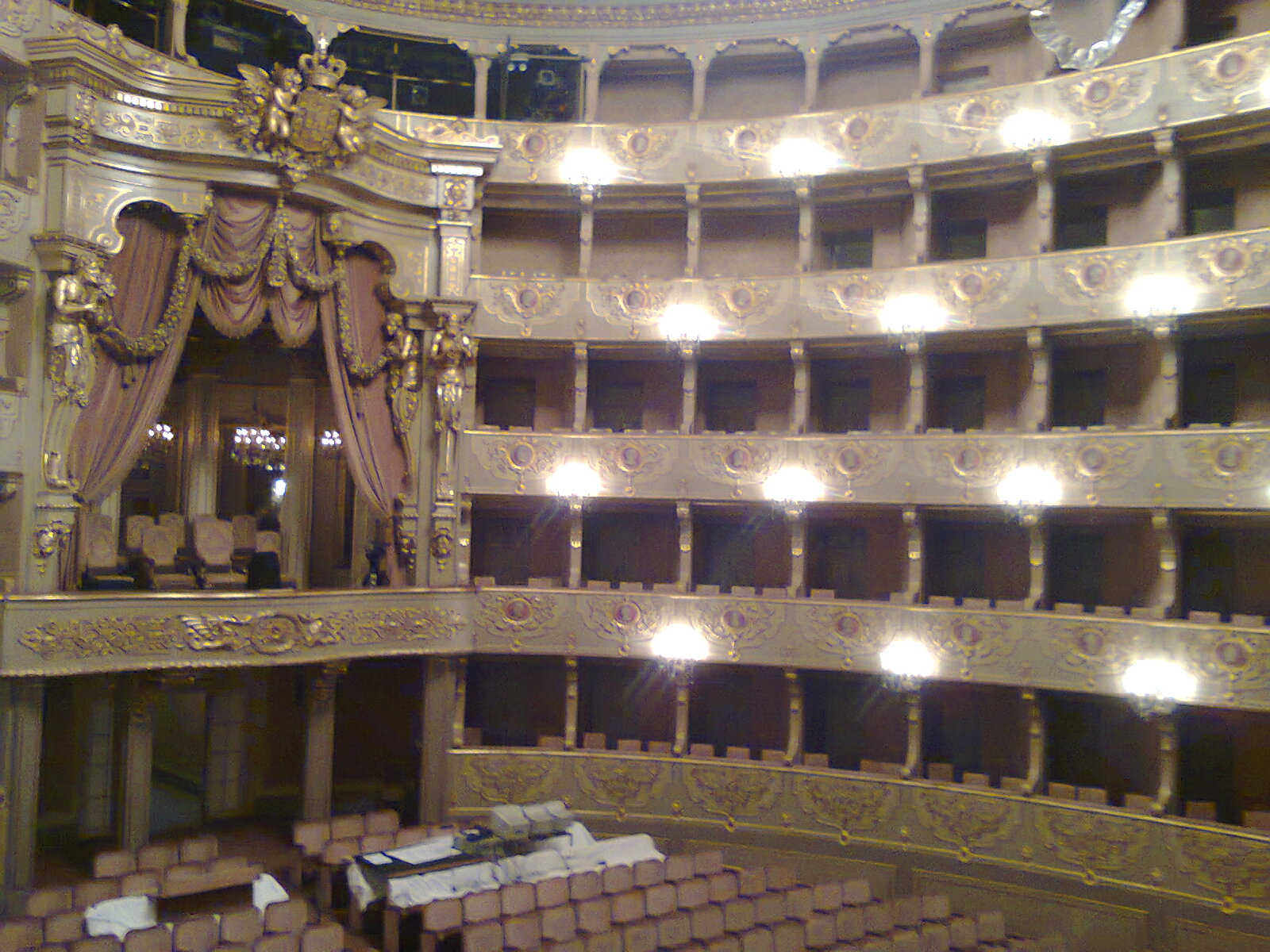
Interior del Teatro Nacional de São Carlos
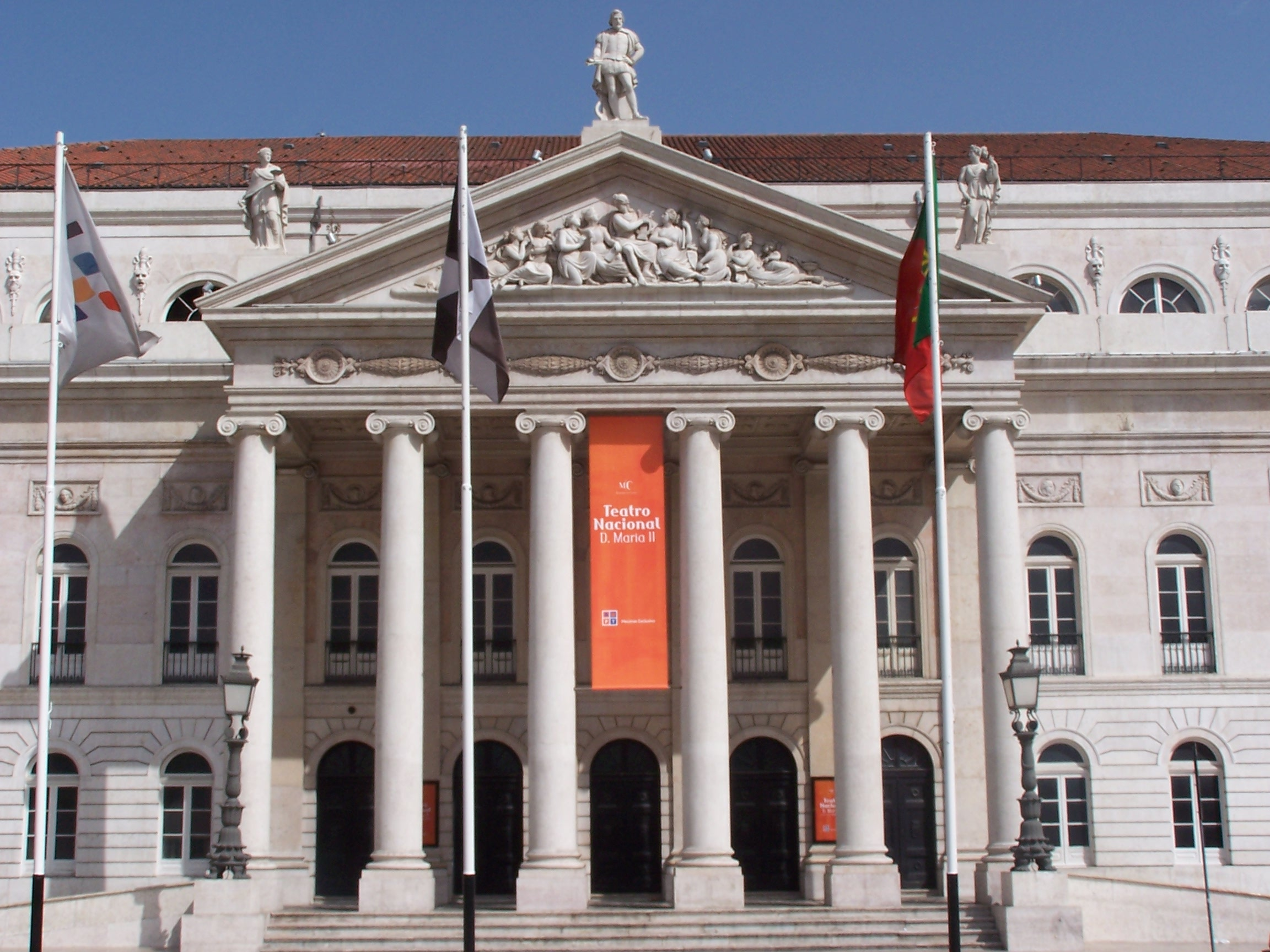
Detalle del pórtico central del Teatro Nacional D. Maria II
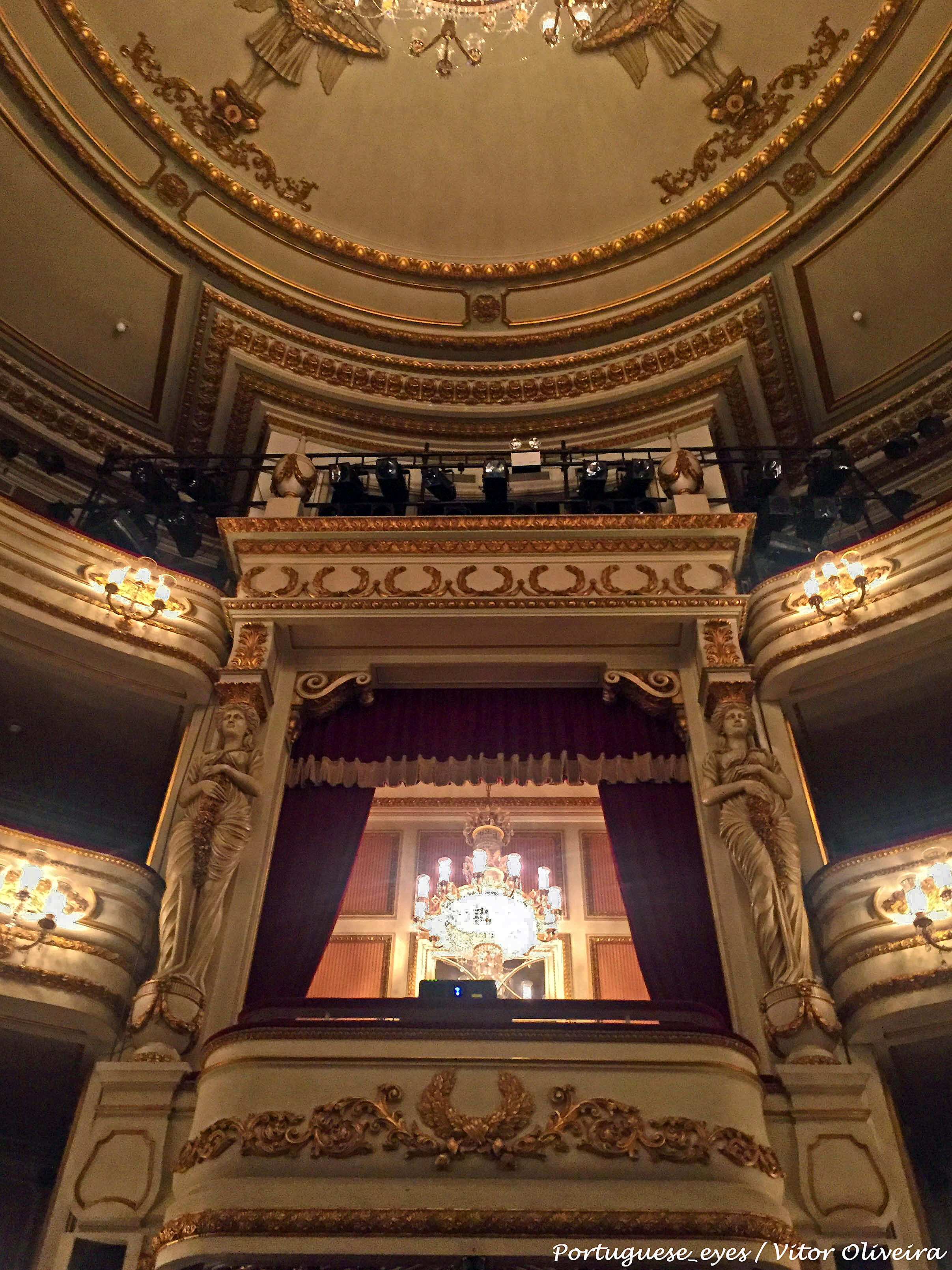
Interior del Teatro Nacional D. Maria II

### Câmara Municipal de Lisboa (1867-1875)

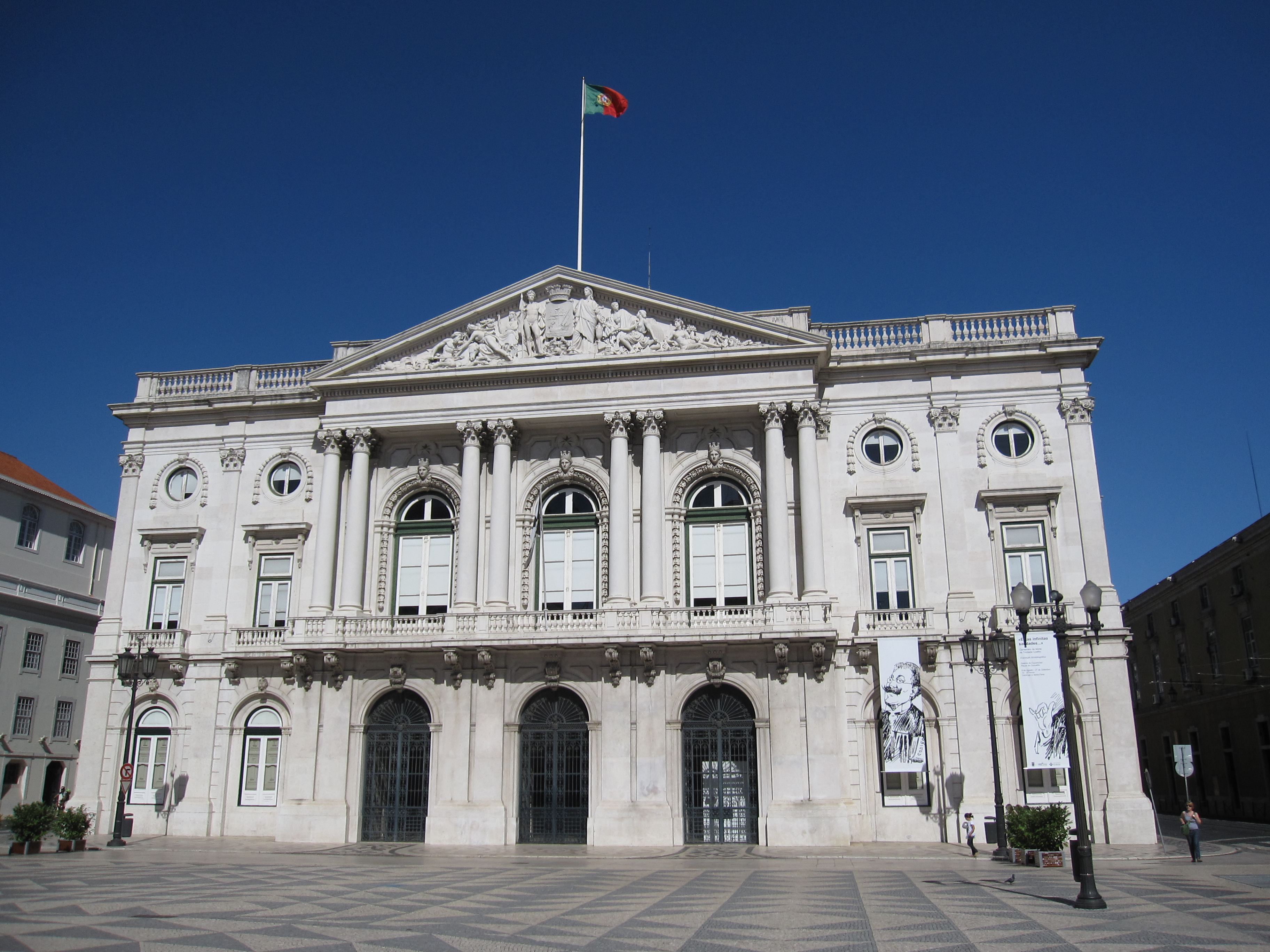
Câmara Municipal de Lisboa

El edificio del Ayuntamiento de Lisboa (1867-1875), obra de Domingos Parente da Silva (1836-1901), arquitecto municipal, sigue el neoclasicismo pero, de hecho, al datar de mediados del siglo XIX, ya se acerca al eclecticismo siguiendo el gusto por la arquitectura lujosa y ostentosa. La edificación es simétrica y consta de tres cuerpos simulados. La planta baja se cubre con aparejo en los cuerpos laterales, y arcada entre pilastras en el cuerpo central. El primer piso tiene tres tramos centrales que forman un balcón con balaustrada y cuatro grupos de columnas pareadas que sostienen un imponente frontón. Lateralmente, pilastras separan dos vanos con balcones formados, al igual que el remate superior, por balaustres. Todo el conjunto está profusamente decorado con relieves, destacando el frontón.

### Palacio de São Bento (1896-1903)

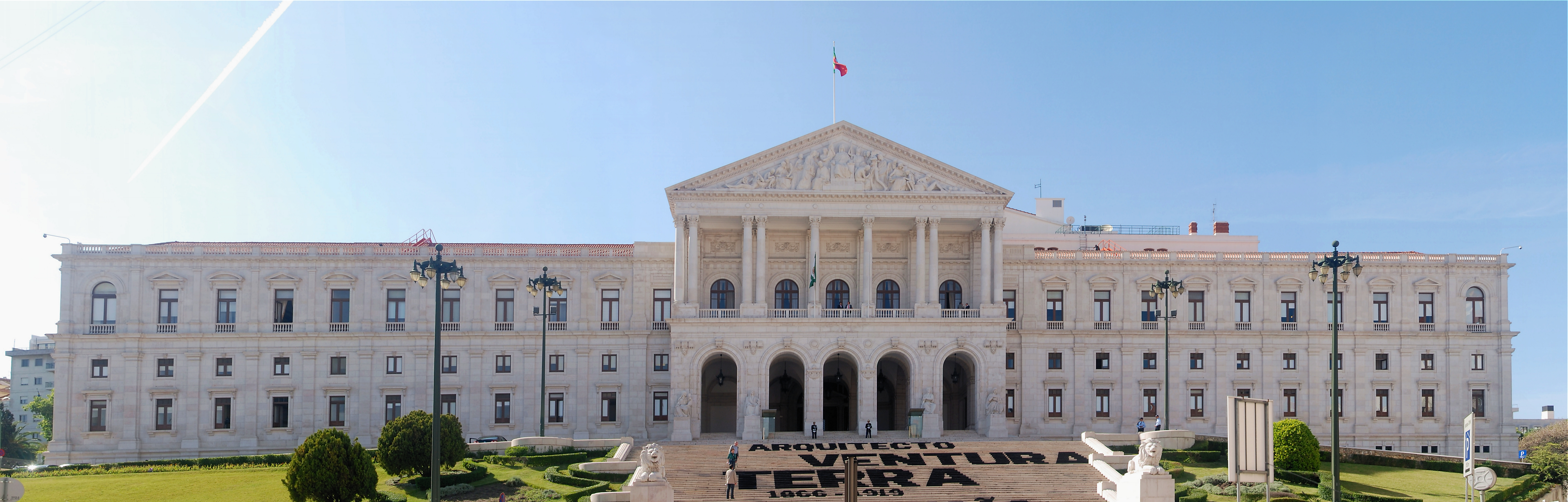
Palacio de São Bento en Lisboa.

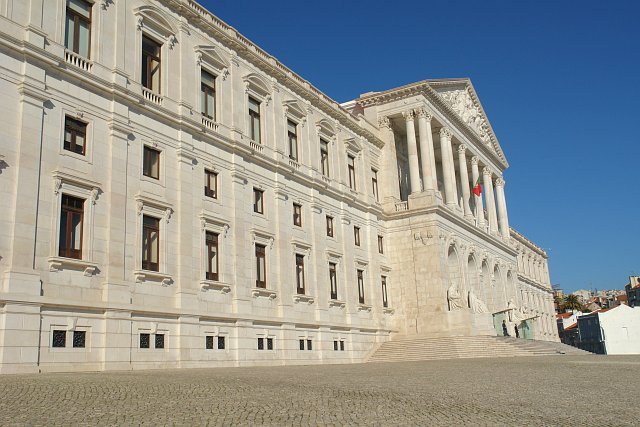
Palacio de São Bento en Lisboa.

El palacio de São Bento (1896-1903) en Lisboa donde actualmente se encuentra la Asamblea de la República, fue diseñado por Ventura Terra. Con la implantación del sistema parlamentario, el antiguo convento de São Bento recibió modificaciones para que pudiera albergar el parlamento portugués. En las obras participaron varios arquitectos, entre los que destaca Ventura Terra, autor de la actual fachada principal, que se articula en tres cuerpos, siendo avanzado el central, a modo de templo clásico. Los cuerpos laterales se componen de una alternancia de pilastras y ventanas, formando balcones con balaustres en el primer piso. La entrada principal se basa en cinco arcos, que forman un basamento, que sostienen un amplio balcón, con columnas que sustentan un imponente entablamento. El complejo está ampliamente decorado con formas arquitectónicas y esculturas en el frontón, así como cuatro figuras alegóricas en la entrada. El edificio no se completó hasta principios del siglo XX.

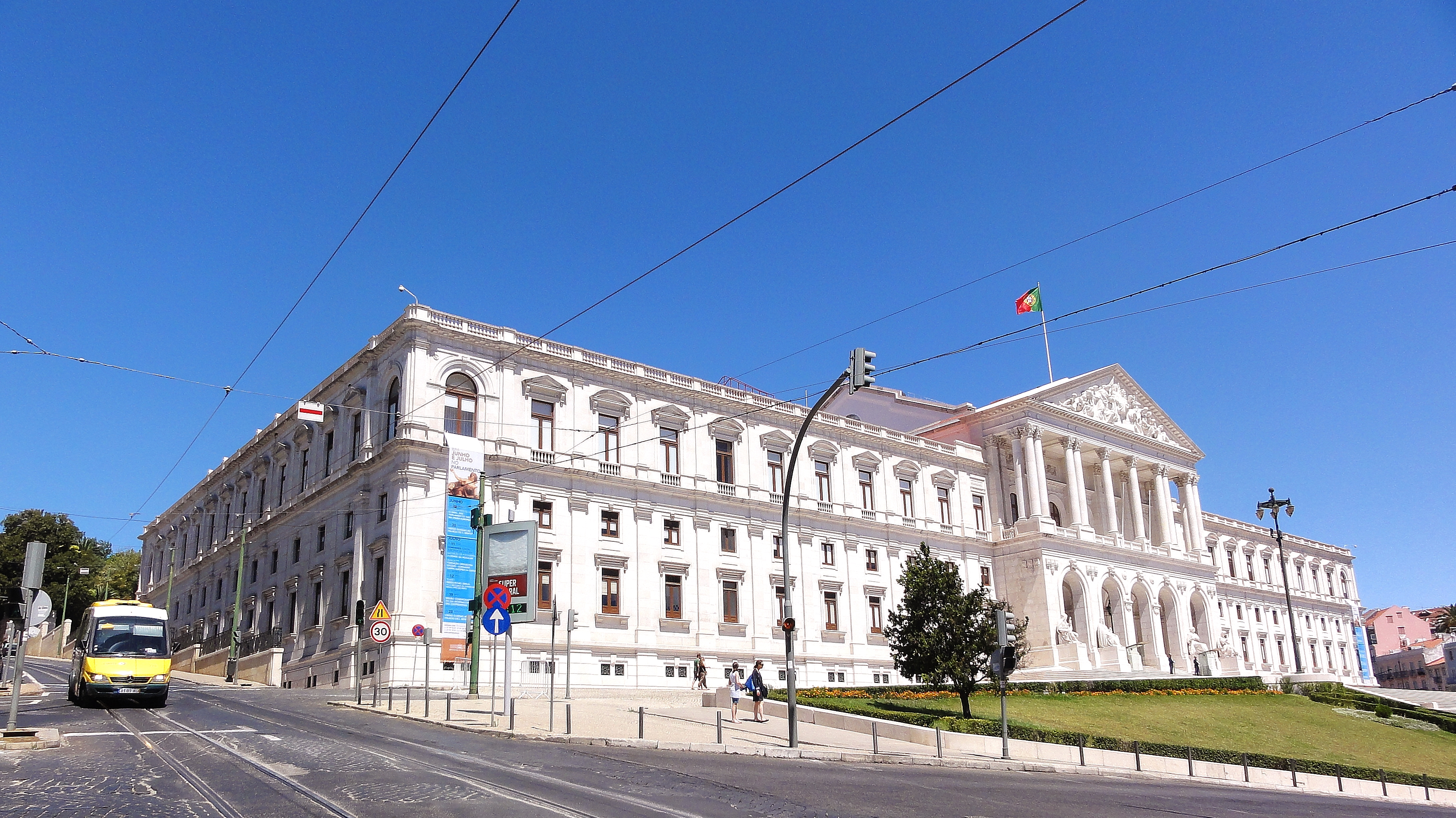
Escorzo del palacio de São Bento
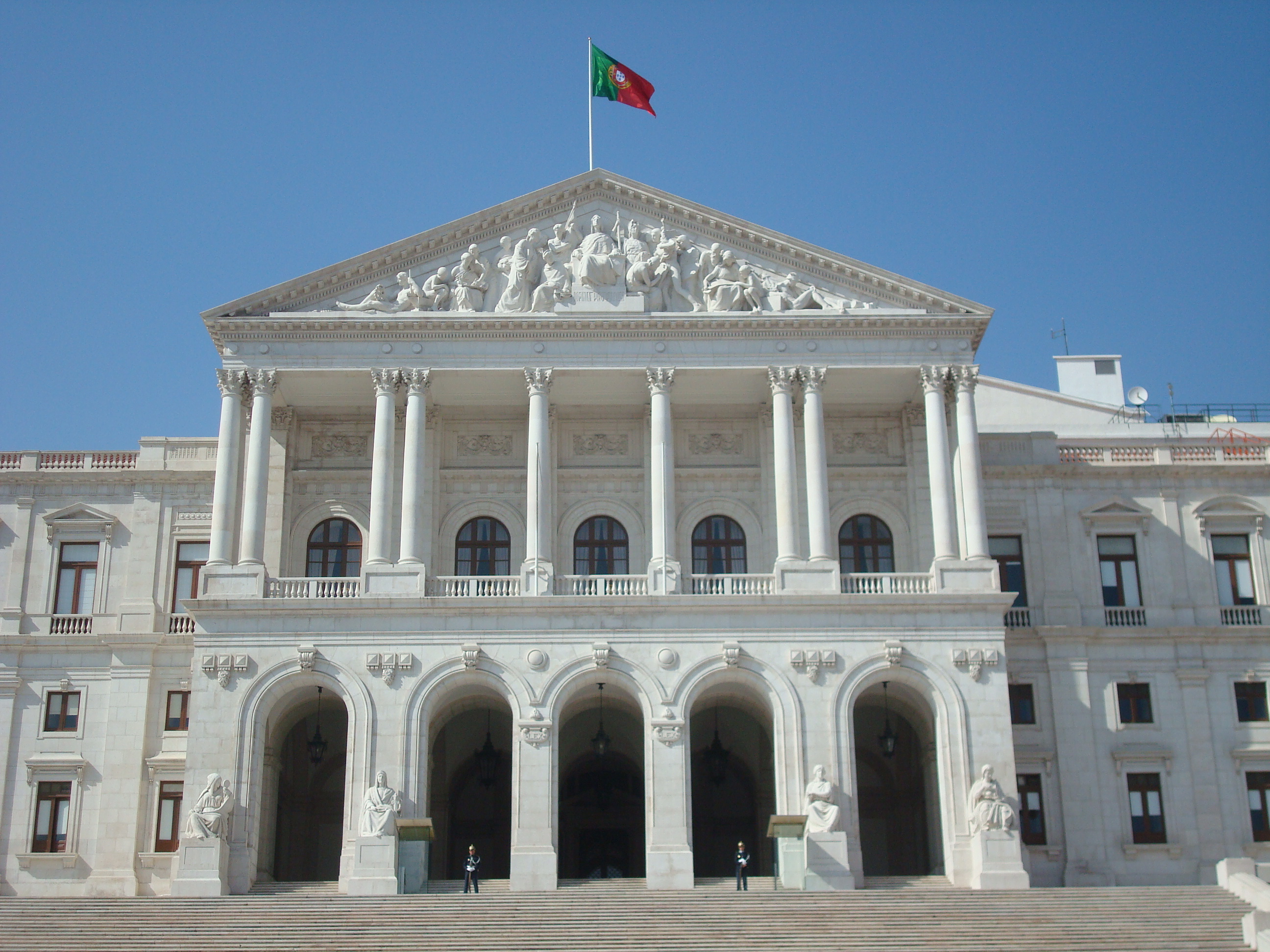
Detalle del portico
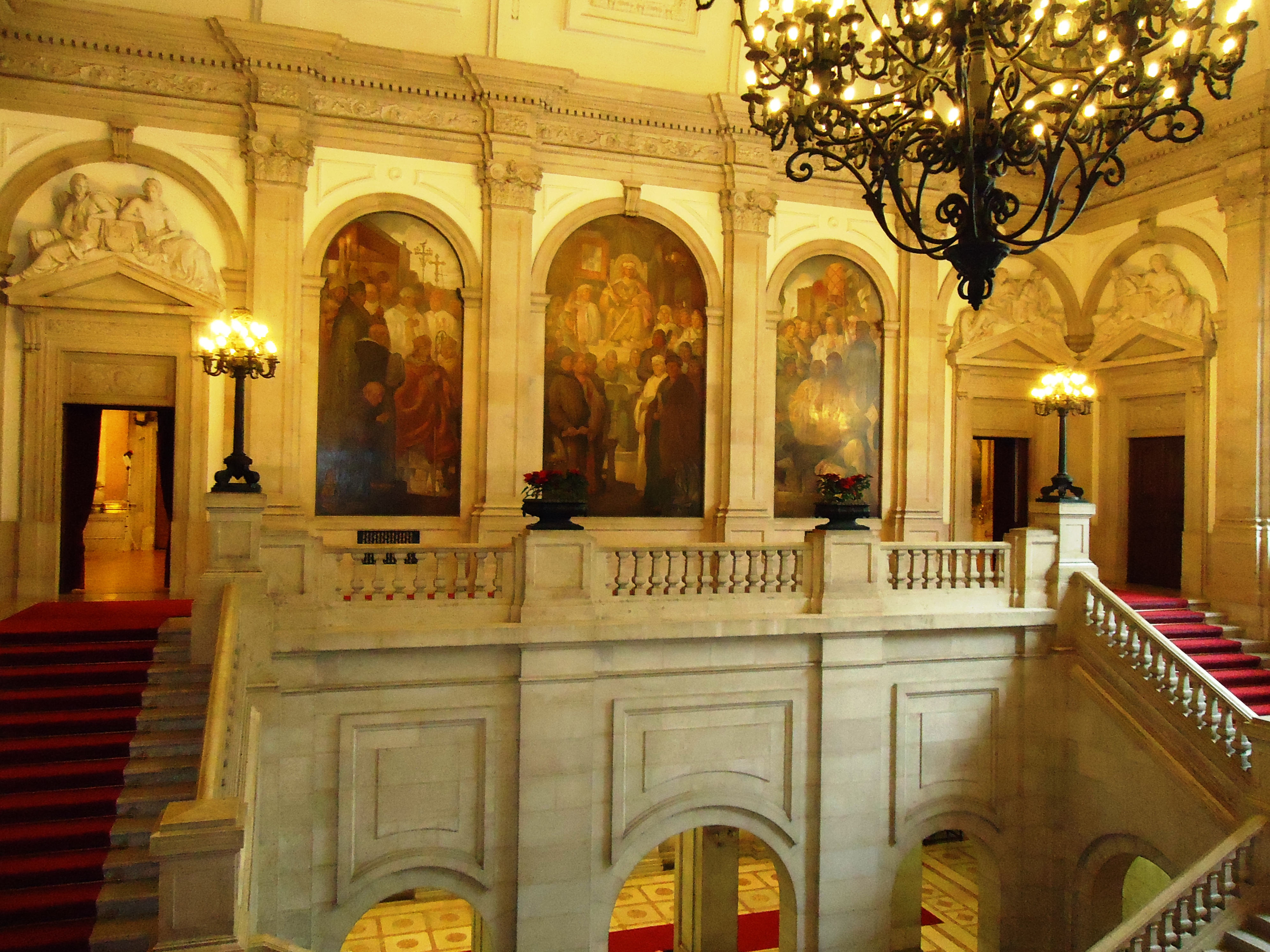
Escalera principal
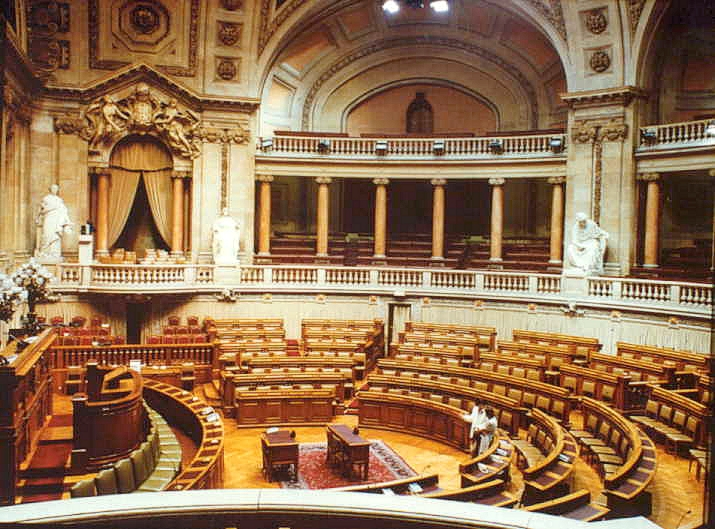
Sala de sesiones del Parlamento